# 王子駅
王子駅（おうじえき）は、東京都北区王子一丁目にある、東日本旅客鉄道（JR東日本）・東京地下鉄（東京メトロ）の駅である。
本項では、付近にある東京都交通局都電荒川線（東京さくらトラム）の王子駅前停留場（おうじえきまえていりゅうじょう）についても記述する。

## 乗り入れ路線
以下の3社3路線が乗り入れており、相互間の接続駅となっている。
- JR東日本： 京浜東北線 - 駅番号はJK 36。
- 東京メトロ： 南北線 - 駅番号はN 16。
- 東京都交通局： 都電荒川線 - 駅番号はSA 16[報道 1]。

JR東日本の駅に乗り入れている路線は、線路名称上は東北本線であるが、当駅には電車線を走る京浜東北線電車のみが停車し、旅客案内では「東北（本）線」とは案内されていない。また、JRの特定都区市内制度における「東京都区内」に属する。

## 歴史
- 1883年（明治16年）7月28日：日本鉄道の上野 - 熊谷間の開業と同時に開設[1]。現在の東北本線で最も古い駅の一つ。
- 1906年（明治39年）11月1日：鉄道国有法により、国有化[1]。
- 1909年（明治42年）10月12日：線路名称の制定により、東北本線の所属となる。
- 1915年（大正4年）4月17日：王子電気軌道の王子 - 飛鳥山間の開業に伴い、王子停留場が開業。当時は起点で、東北本線の南側に位置していた。
- 1925年（大正14年）11月12日：王子電気軌道の栄町 - 王子間が開業。
- 1928年（昭和3年）
  - 2月1日：京浜線（現・京浜東北線）が赤羽駅まで運行区間を延長し、同時に停車駅となる。また、東北本線は通過するようになった[2]。
  - 時期不詳：王子電気軌道の王子停留場が移転し、王子駅前停留場に改称。
- 1932年（昭和7年）12月1日：王子電気軌道の王子駅前 - 王子柳田間が開業し、王子駅前停留場は分岐点となる。
- 1942年（昭和17年）2月1日：王子電気軌道の東京市への事業譲渡により、王子駅前停留場が東京市電荒川線（栄町方面）・滝野川線（飛鳥山方面、後に荒川線に統合）・赤羽線（王子柳田方面）の停留場となる。
- 1943年（昭和18年）7月1日：東京都制の施行に伴い、東京市電が東京都電車（都電）となる。
- 1944年（昭和19年）：戦時体制により滝野川線の営業を休止[3]。
- 1946年（昭和21年）7月10日：滝野川線の営業を再開[4]。
- 1961年（昭和36年）6月16日：駅舎が移転改築[新聞 1]。
- 1972年（昭和47年）11月12日：都電赤羽線が廃止。
- 1982年（昭和57年）2月15日：貨物の取り扱いを廃止[1]。
- 1985年（昭和60年）3月14日：荷物の扱いを廃止[1]。
- 1987年（昭和62年）4月1日：国鉄分割民営化に伴い、国鉄の駅は東日本旅客鉄道（JR東日本）の駅となる[1]。
- 1991年（平成3年）11月29日：帝都高速度交通営団（営団地下鉄）南北線開業、乗換駅となる[5]。
- 2001年（平成13年）11月18日：JR東日本でICカード「Suica」の利用が可能となる[報道 2]。
- 2004年（平成16年）4月1日：帝都高速度交通営団（営団地下鉄）の民営化に伴い、南北線の駅は東京地下鉄（東京メトロ）に継承される[報道 3]。
- 2007年（平成19年）3月18日：東京メトロでICカード「PASMO」の利用が可能となる[報道 4]。
- 2009年（平成21年）
  - 3月：国鉄時代の1966年（昭和41年）に南口に設置したトイレの配管を雨水管に接続する工事ミスによって、汚水を近くの石神井川に40年以上垂れ流していたことが発覚した。これを受け、仮設トイレの設置と中央口にある正規の下水管への接続工事に着手。翌4月に工事完了[新聞 2]。
  - 12月19日：都電荒川線の王子駅前停留場で分岐器故障が発生し、電車が立ち往生する。
  - 12月29日：王子駅前停留場の分岐器故障を受け、翌2010年1月31日まで当停留場での折り返しを中止する（2月1日から通常ダイヤに復帰）。
- 2015年（平成27年）3月13日：東京メトロのホームの発車メロディを変更[報道 5]。
- 2019年（平成31年）
  - 2月20日：JR東日本でホームドアの使用を開始[報道 6]。
  - 3月30日：びゅうプラザの営業を終了[6]。
- 2022年（令和4年）
  - 10月31日：みどりの窓口の営業を終了[7][8]。
  - 11月1日：話せる指定席券売機を導入[7][8]。

## 駅構造

### JR東日本
築堤上に島式ホーム1面2線を有する高架駅である。ホームの東十条寄りで国道122号（明治通り）およびその路面を通る東京さくらトラム（都電荒川線）を跨いでいる。
京浜東北線のほか、山側から順に湘南新宿ラインと貨物列車が走行する貨物線、宇都宮線・高崎線列車が走行する列車線、海側には廃止された北王子線が並行する。構内南側で尾久駅へ向かう列車線（尾久支線）が立体交差で東側へ分岐するが、戸籍上および運賃計算上は尾久支線に当駅は存在せず、赤羽駅が東北本線と尾久支線の分岐駅となっている。
改札口は北口・中央口・南口の3か所がある。南口にはお客さまサポートコールシステムが導入されており、終日インターホンによる案内となる。自動券売機、多機能券売機、指定席券売機、話せる指定席券売機、自動改札機が設置されている。また、直営駅（管理駅）として上中里駅を管理下におく。南北線への乗り換えは北口か中央口が、都電荒川線への乗り換えは中央口が、飛鳥山公園方面へ向かうには南口がそれぞれ便利である。北口ロータリーにはバスターミナルとタクシー乗り場が、南口ロータリーに面してタクシー乗り場がある。

#### のりば

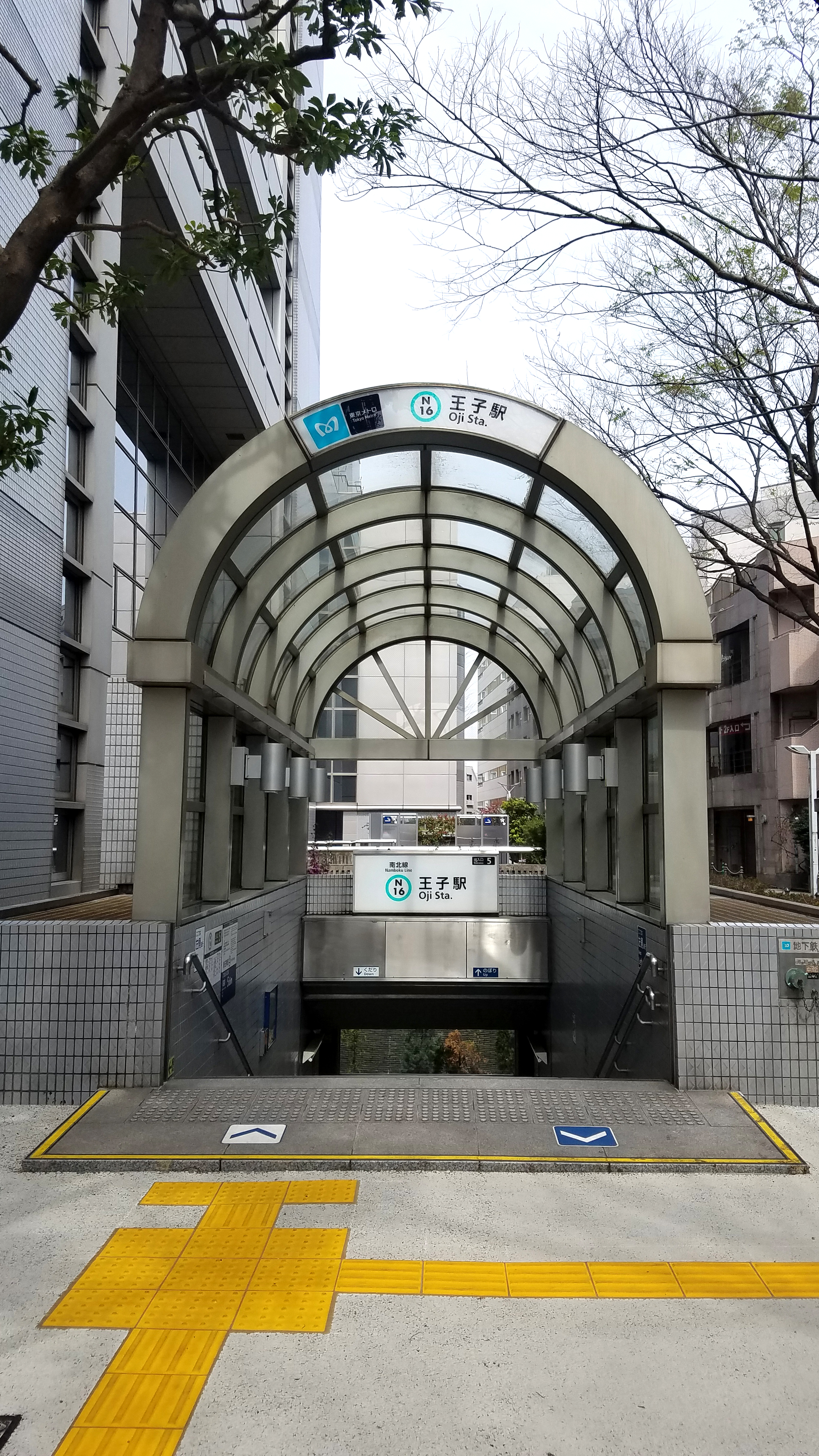
5番出入口（2020年3月）
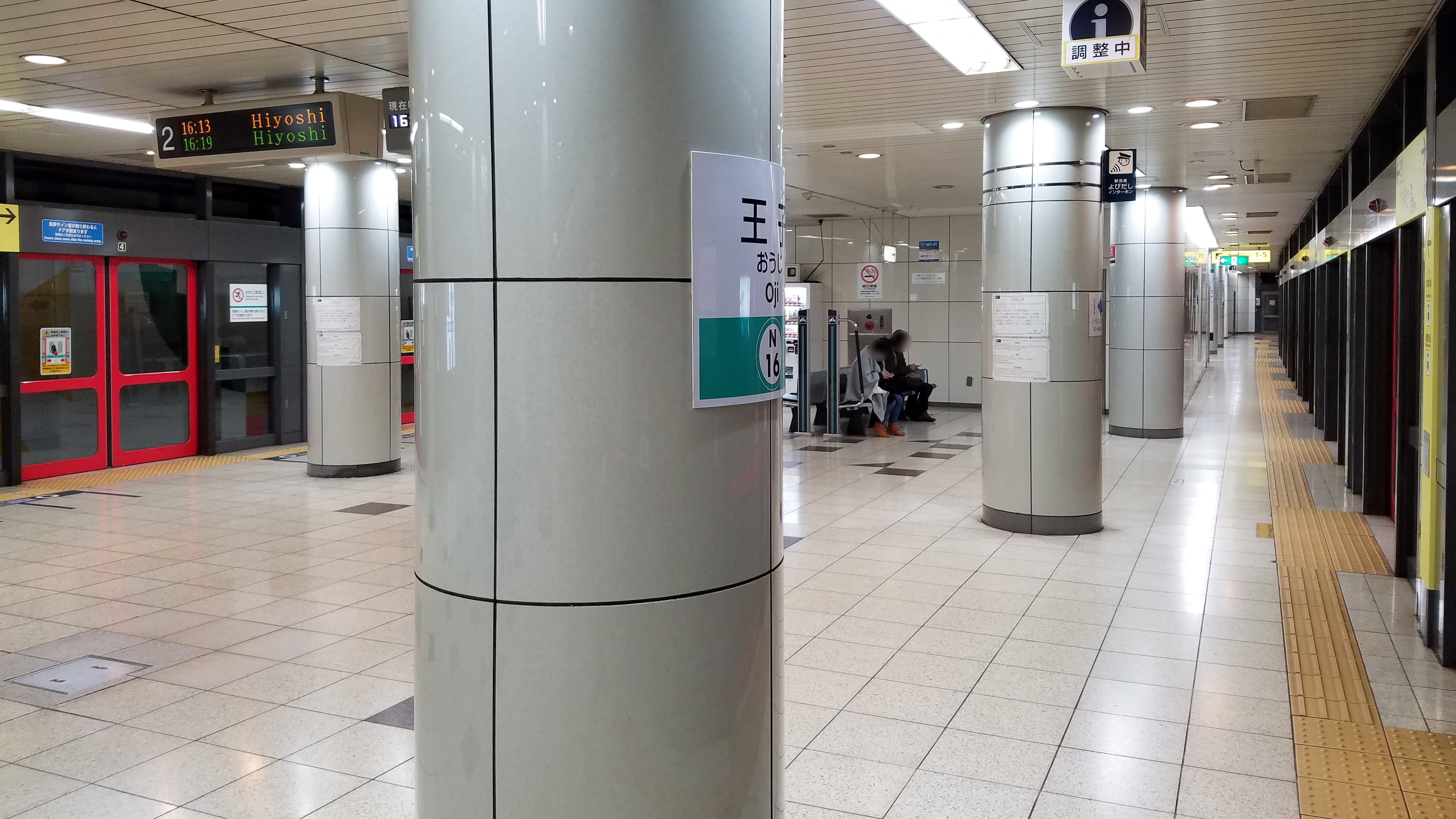
ホーム（2017年12月）
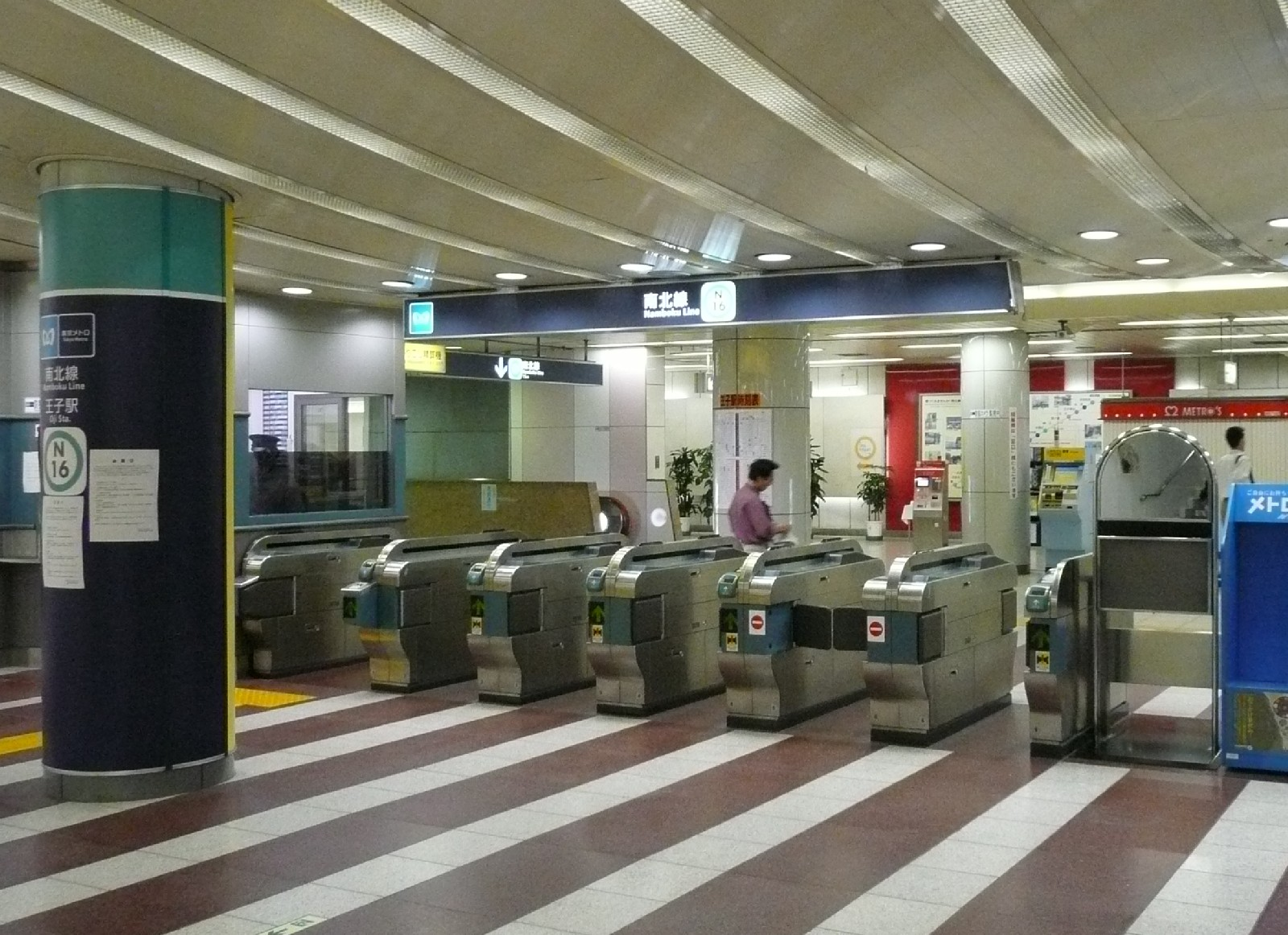
改札口（2008年7月）

| 番線 | 路線       | 方向 | 行先                 |
| ---- | ---------- | ---- | -------------------- |
| 1    | 京浜東北線 | 北行 | 赤羽・浦和・大宮方面 |
| 2    | 京浜東北線 | 南行 | 上野・東京・横浜方面 |

#### バリアフリー設備
- エスカレーター（車椅子対応の3枚板仕様もあり）：北口 - ホーム
- エレベーター：中央口 - ホーム
- 車いす対応多機能トイレ：中央口

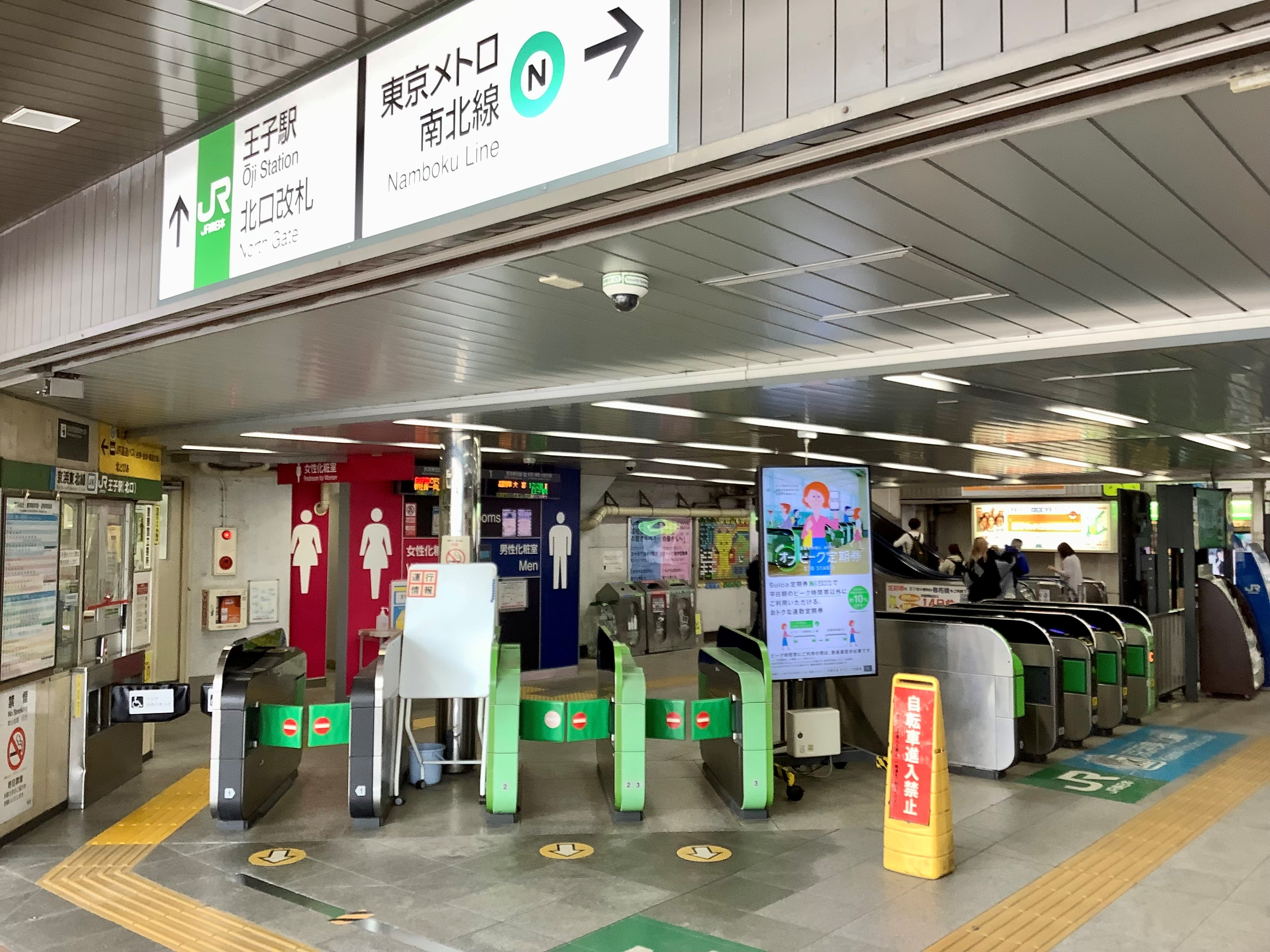
北口改札（2023年4月）
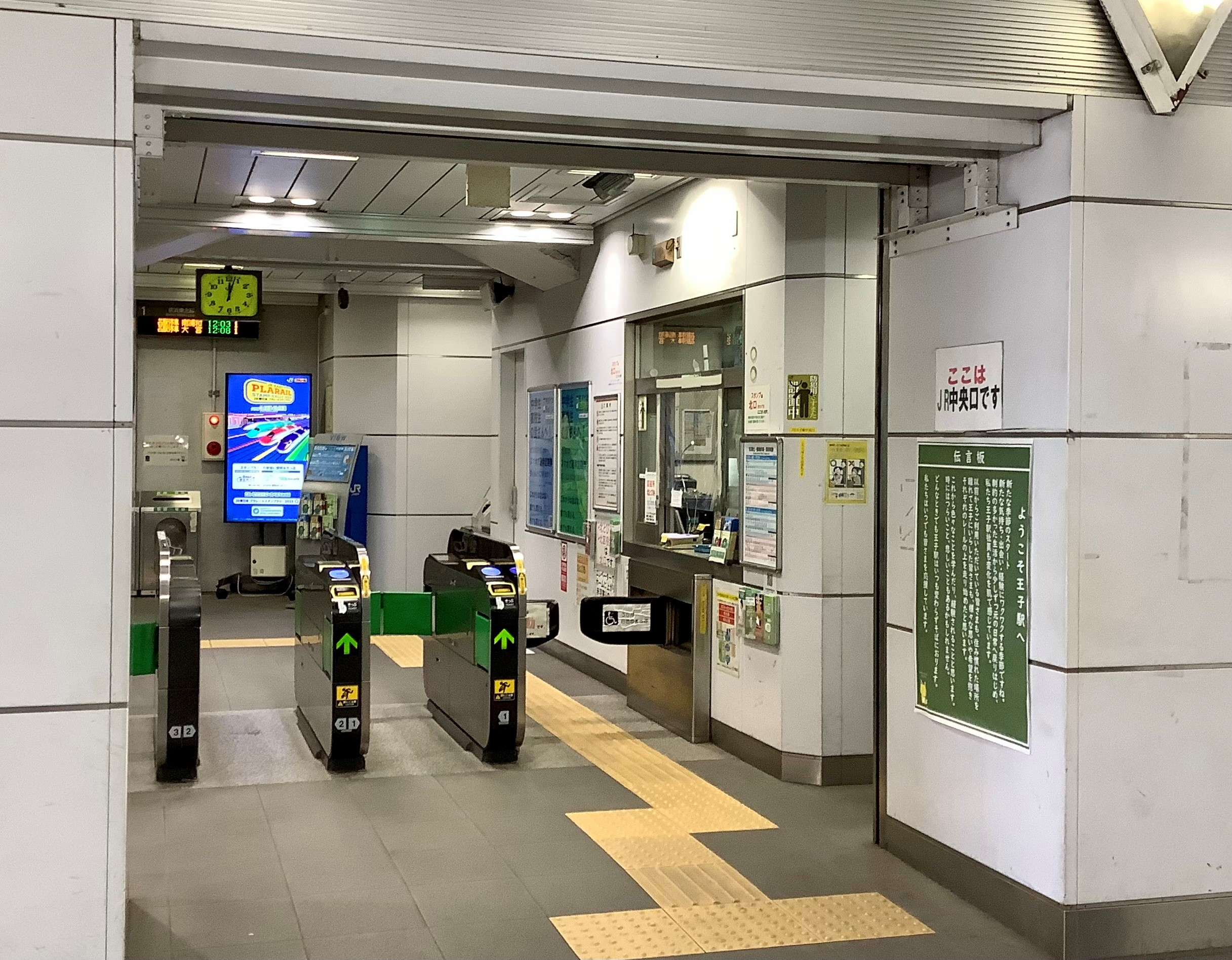
中央口改札（2023年4月）
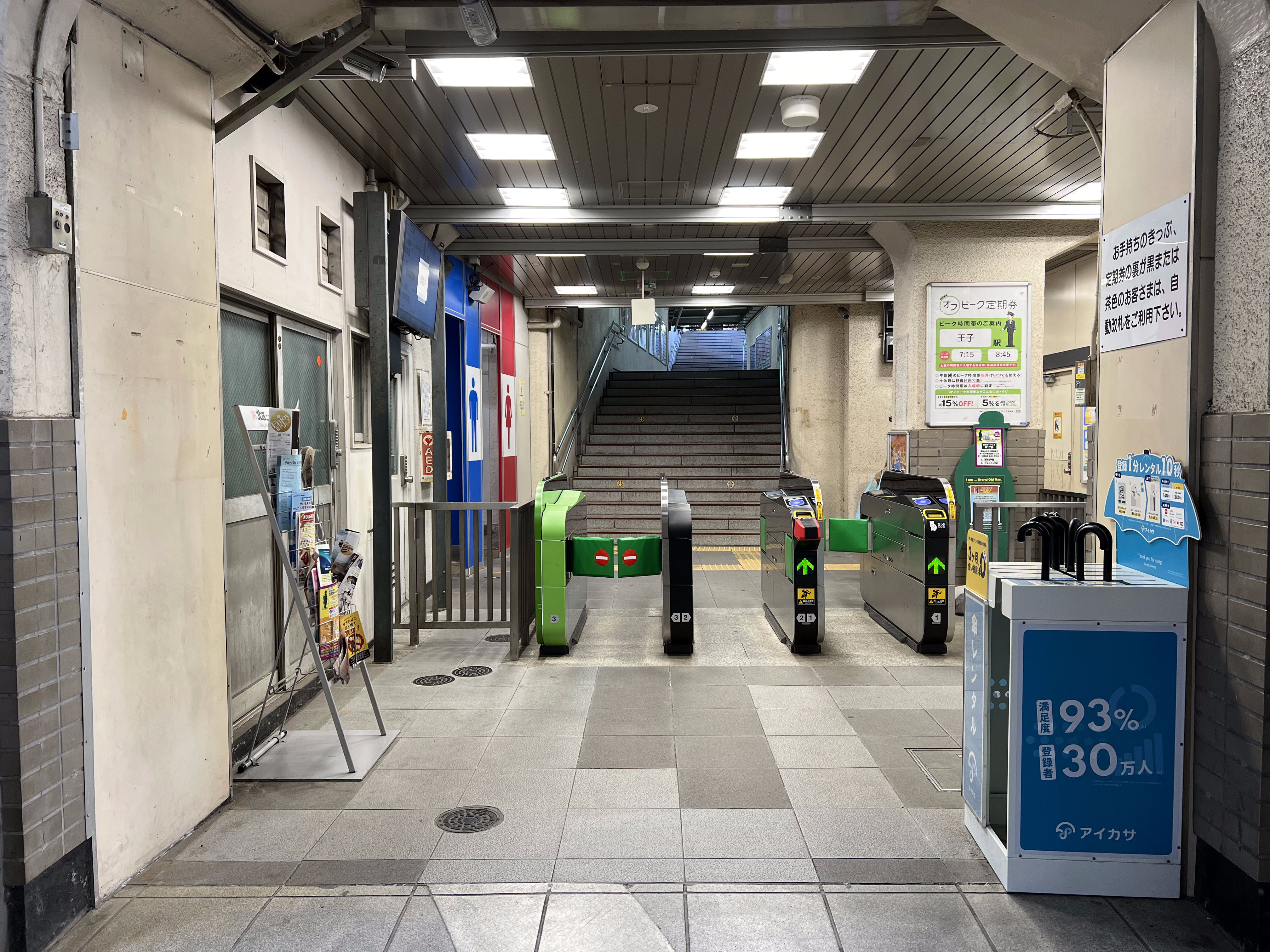
南口改札（2024年12月）
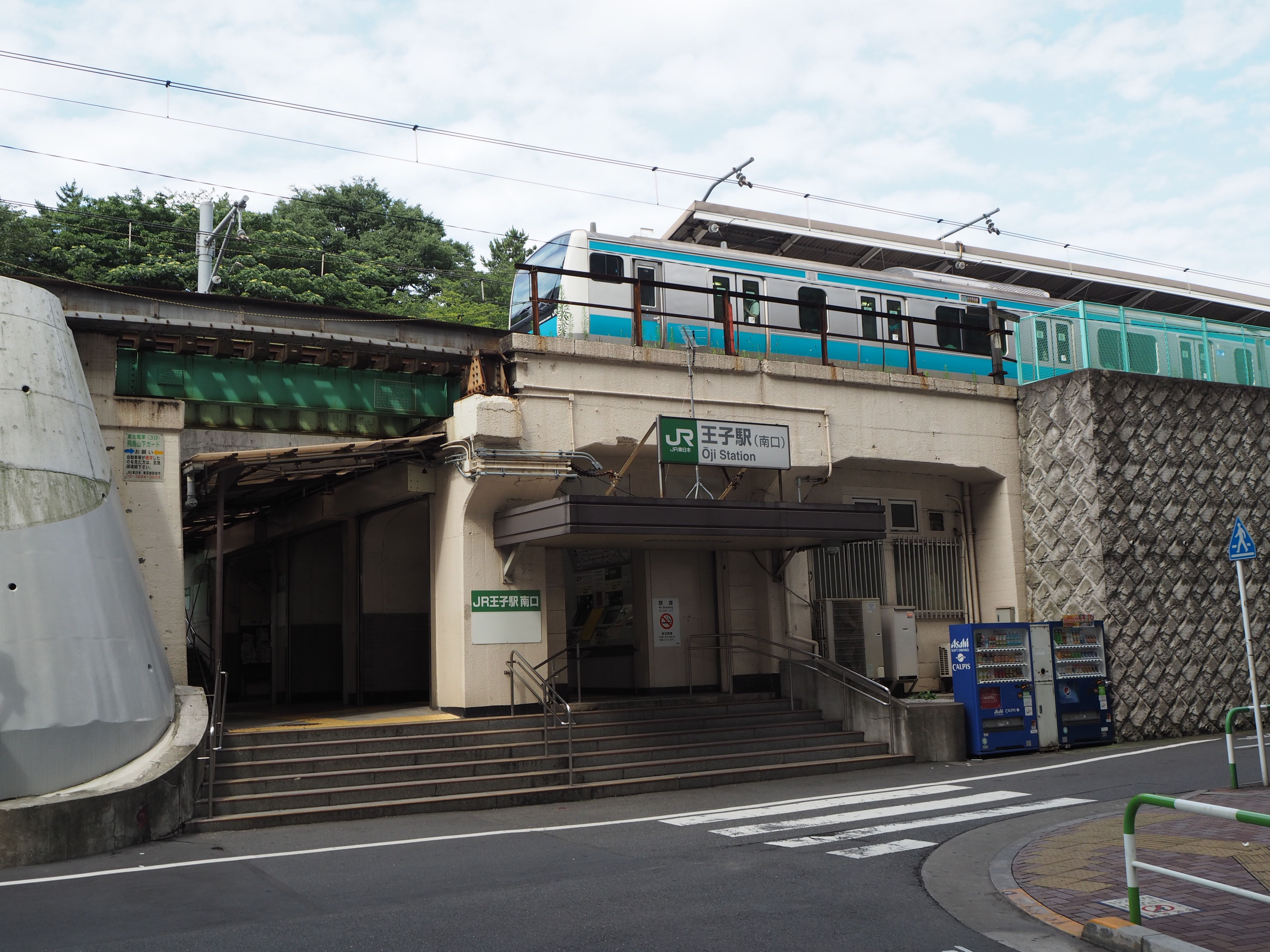
南口（2016年7月）
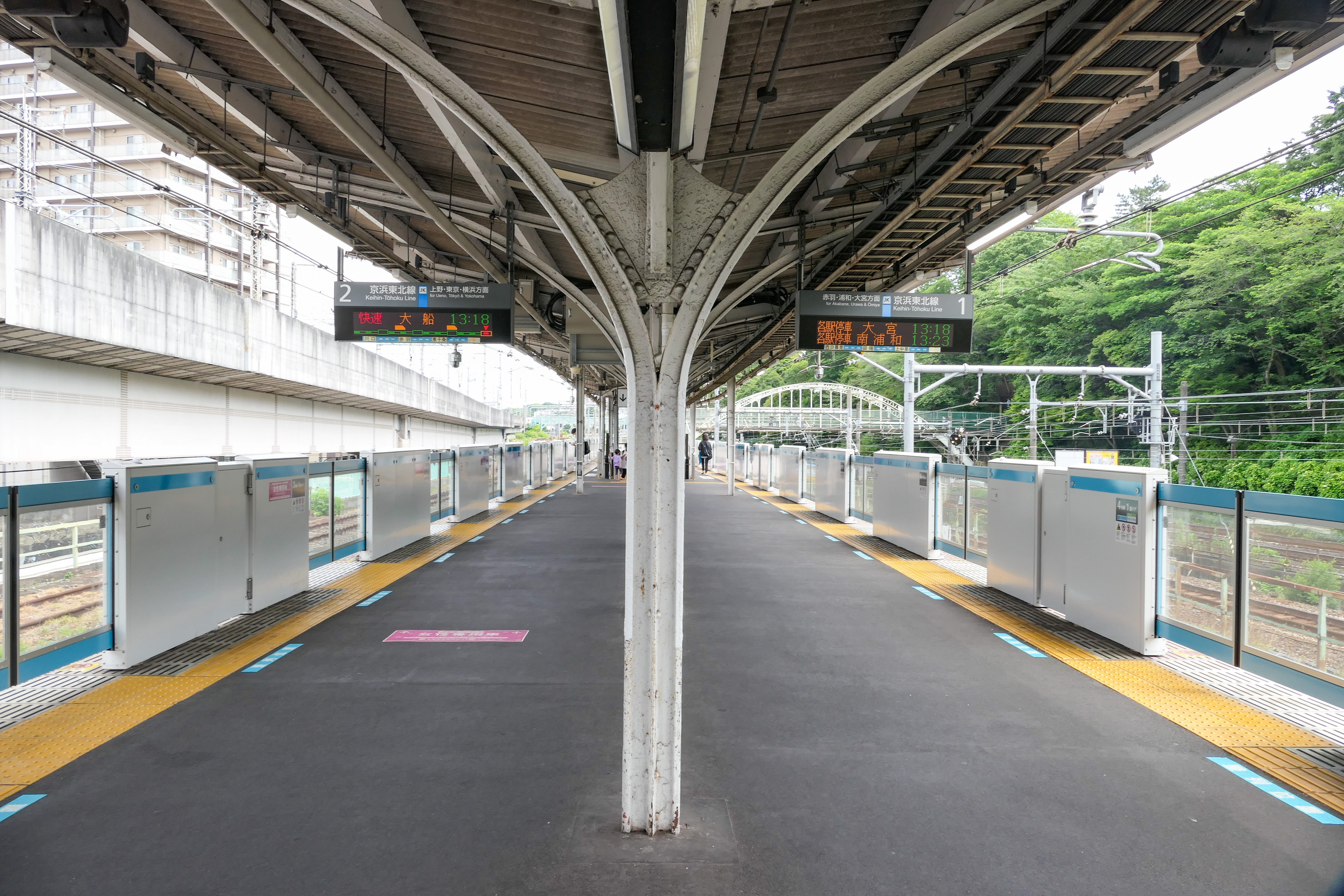
ホーム（2023年5月）

### 東京メトロ
JRの駅の北口に面するバスターミナルおよび国道122号（北本通り）の直下に位置している。島式ホーム1面2線を有する地下駅であり、フルハイトタイプのホームドアが設置されている。
改札口は2か所あるが、うち1か所はエレベーター利用者専用で、自動改札機1通路（両通行）のみの簡易なものである。エレベーター自体は開業時から設置されているが、開業当時は車椅子専用で、係員の付き添いがないと利用することができなかった。また、地下通路は北区の文化施設「北とぴあ」の正面入口に通じており、ここにもエレベーターが設置されている。
当駅は、「後楽園駅務管区王子地域」として近隣の駅を管理している。

#### のりば
| 番線 | 路線   | 行先                   |
| ---- | ------ | ---------------------- |
| 1    | 南北線 | 赤羽岩淵・浦和美園方面 |
| 2    | 南北線 | 目黒方面               |

- 5番出入口（2020年3月）
- ホーム（2017年12月）
- 改札口（2008年7月）

#### 発車メロディ
開業時から吉村弘作曲の南北線全駅共通の発車メロディ（発車サイン音）を使用していたが、2015年（平成27年）3月13日にスイッチ制作の当駅オリジナルのメロディに変更されている。
曲は1番線が「地図を広げて」、2番線が「ノッカー」（いずれも福嶋尚哉作曲）である。

### 東京都交通局
相対式ホーム2面2線を有する地上駅である。遅延などで運行間隔が短くなった際に、複数の電車の乗降扱いができるように有効長が長い。また、折り返し運転用の渡り線を持つ。
当停留場では多客時に運賃箱・カード読み取り端末が設置され、荒川線で唯一、有人改札業務が行われるため、ホームで運賃の支払いを済ませれば車内で運賃を支払う手間がなくなる。
早稲田方面は当停留場を出てすぐ左にカーブし、明治通り上の併用軌道区間に入る。なお、1972年（昭和47年）11月12日に廃止された赤羽線は分岐して右にカーブし、北本通りへ進んでいた。

#### のりば
| 乗車ホーム | 路線                            | 方向 | 行先         |
| ---------- | ------------------------------- | ---- | ------------ |
| 西側       | 都電荒川線 （東京さくらトラム） | 上り | 三ノ輪橋方面 |
| 東側       | 都電荒川線 （東京さくらトラム） | 下り | 早稲田方面   |

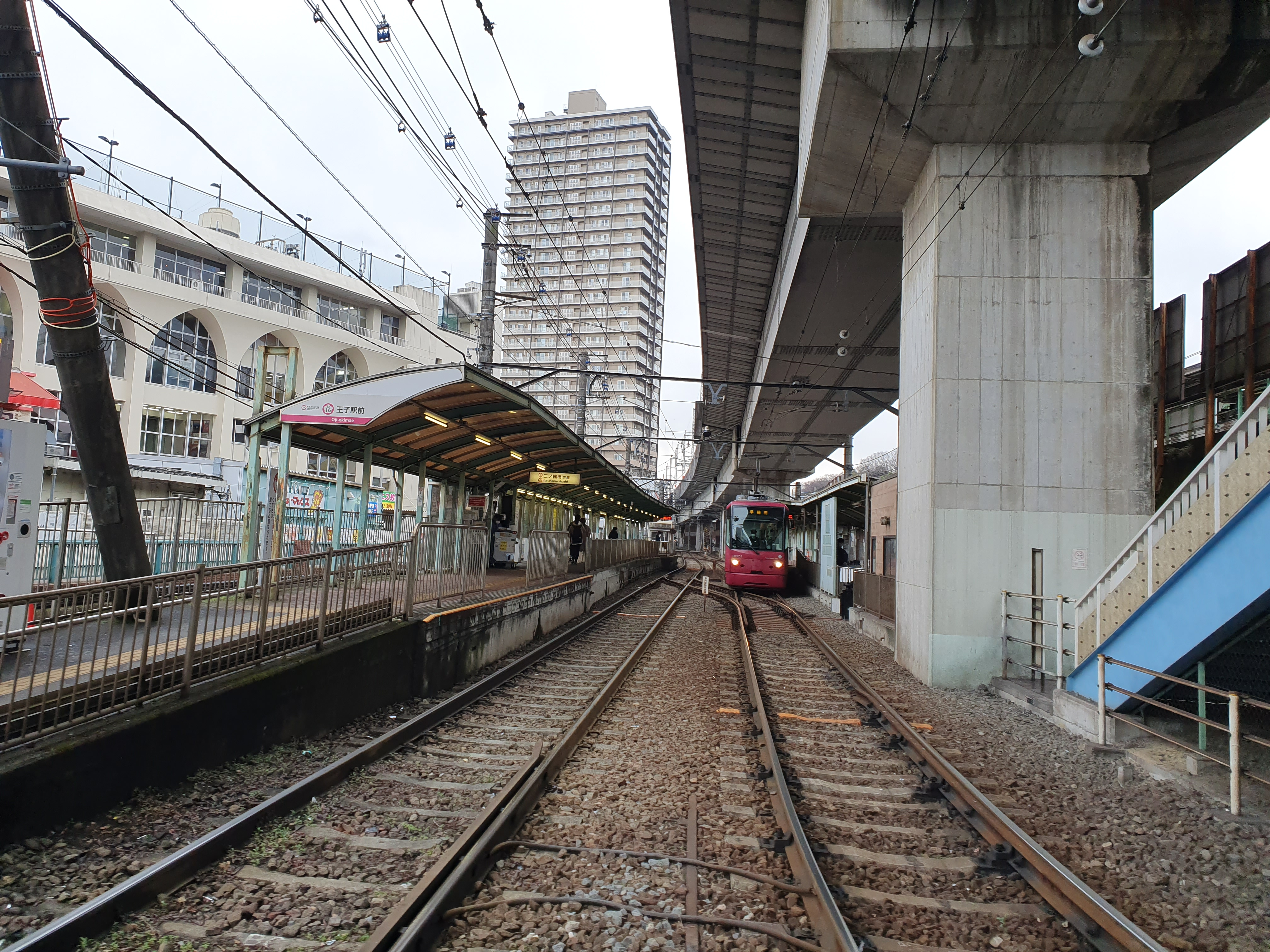
三ノ輪橋方面ホーム（2022年2月）
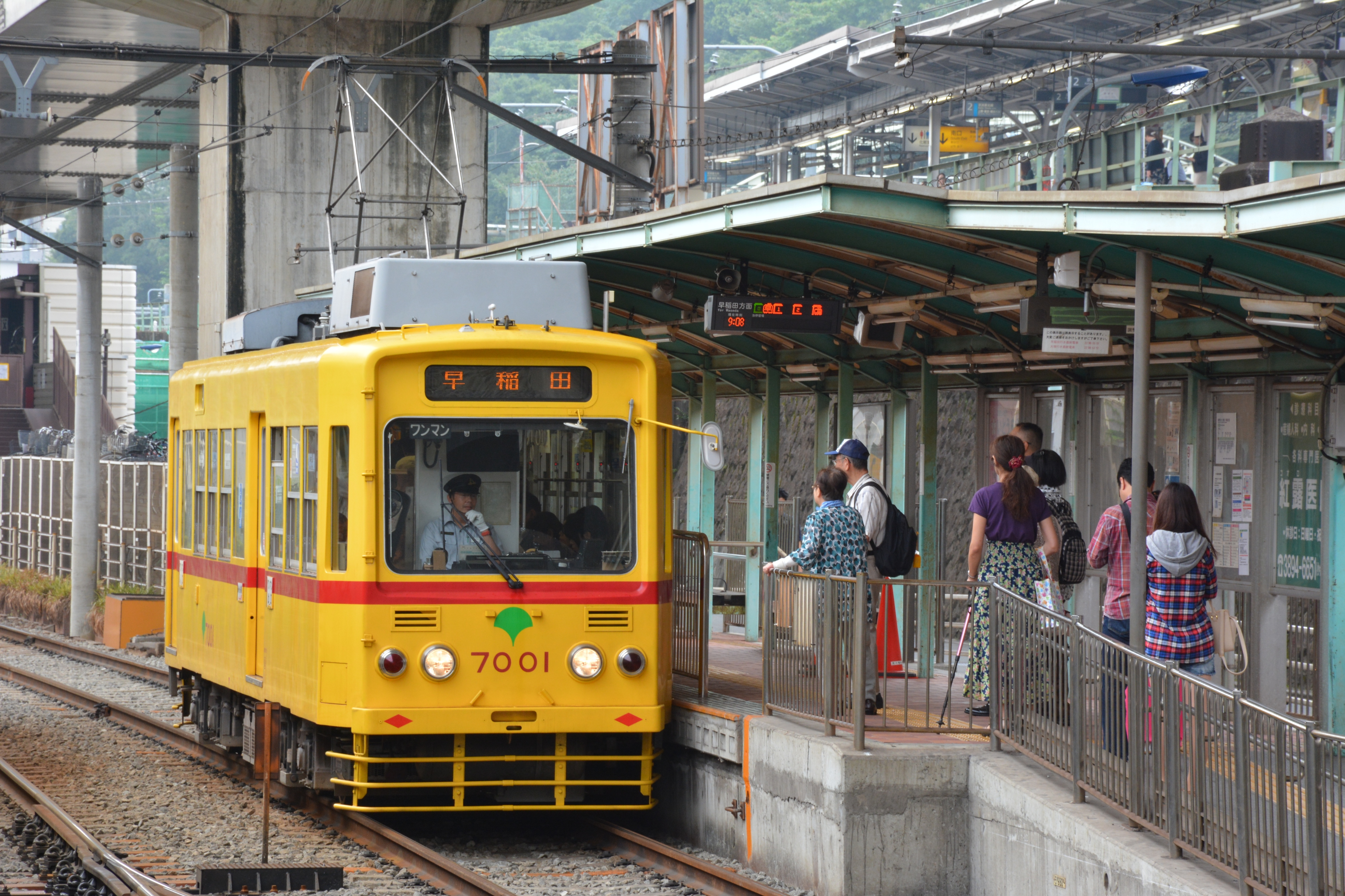
早稲田方面ホームに停車する7000形電車（2014年9月）

## 利用状況

### JR東日本
2023年度（令和5年度）の1日平均乗車人員は56,939人である。JR東日本管内の駅では、小岩駅に次いで第69位。
各年度の推移は以下のとおりである。

#### 1日平均乗車人員（1880年代 - 1930年代）
| 1日平均乗車人員推移（国鉄） （1880年代 - 1930年代） | 1日平均乗車人員推移（国鉄） （1880年代 - 1930年代） | 1日平均乗車人員推移（国鉄） （1880年代 - 1930年代） |
| 年度                                                | 乗車人員                                            | 出典                                                |
| --------------------------------------------------- | --------------------------------------------------- | --------------------------------------------------- |
| 1883年（明治16年）                                  | 84                                                  | [ 府 1 ]                                            |
| 1884年（明治17年）                                  | 124                                                 | [ 府 2 ]                                            |
| 1885年（明治18年）                                  | 87                                                  | [ 府 2 ]                                            |
| 1886年（明治19年）                                  | 75                                                  | [ 府 3 ]                                            |
| 1888年（明治21年）                                  | 311                                                 | [ 府 4 ]                                            |
| 1890年（明治23年）                                  | 333                                                 | [ 府 5 ]                                            |
| 1891年（明治24年）                                  | 86                                                  | [ 府 6 ]                                            |
| 1893年（明治26年）                                  | 341                                                 | [ 府 7 ]                                            |
| 1895年（明治28年）                                  | 441                                                 | [ 府 8 ]                                            |
| 1896年（明治29年）                                  | 567                                                 | [ 府 9 ]                                            |
| 1897年（明治30年）                                  | 678                                                 | [ 府 10 ]                                           |
| 1898年（明治31年）                                  | 790                                                 | [ 府 11 ]                                           |
| 1899年（明治32年）                                  | 816                                                 | [ 府 12 ]                                           |
| 1900年（明治33年）                                  | 867                                                 | [ 府 13 ]                                           |
| 1901年（明治34年）                                  | 946                                                 | [ 府 14 ]                                           |
| 1902年（明治35年）                                  | 893                                                 | [ 府 15 ]                                           |
| 1903年（明治36年）                                  | 859                                                 | [ 府 16 ]                                           |
| 1904年（明治37年）                                  | 830                                                 | [ 府 17 ]                                           |
| 1905年（明治38年）                                  | 1,219                                               | [ 府 18 ]                                           |
| 1907年（明治40年）                                  | 1,601                                               | [ 府 19 ]                                           |
| 1908年（明治41年）                                  | 1,711                                               | [ 府 20 ]                                           |
| 1909年（明治42年）                                  | 1,847                                               | [ 府 21 ]                                           |
| 1911年（明治44年）                                  | 1,754                                               | [ 府 22 ]                                           |
| 1912年（大正元年）                                  | 1,665                                               | [ 府 23 ]                                           |
| 1913年（大正02年）                                  | 1,272                                               | [ 府 24 ]                                           |
| 1914年（大正03年）                                  | 1,132                                               | [ 府 25 ]                                           |
| 1915年（大正04年）                                  | 1,148                                               | [ 府 26 ]                                           |
| 1916年（大正05年）                                  | 1,361                                               | [ 府 27 ]                                           |
| 1919年（大正08年）                                  | 2,184                                               | [ 府 28 ]                                           |
| 1920年（大正09年）                                  | 2,608                                               | [ 府 29 ]                                           |
| 1922年（大正11年）                                  | 3,000                                               | [ 府 30 ]                                           |
| 1923年（大正12年）                                  | 3,405                                               | [ 府 31 ]                                           |
| 1924年（大正13年）                                  | 3,551                                               | [ 府 32 ]                                           |
| 1925年（大正14年）                                  | 3,622                                               | [ 府 33 ]                                           |
| 1926年（昭和元年）                                  | 4,088                                               | [ 府 34 ]                                           |
| 1927年（昭和02年）                                  | 5,168                                               | [ 府 35 ]                                           |
| 1928年（昭和03年）                                  | 11,615                                              | [ 府 36 ]                                           |
| 1929年（昭和04年）                                  | 12,058                                              | [ 府 37 ]                                           |
| 1930年（昭和05年）                                  | 11,113                                              | [ 府 38 ]                                           |
| 1931年（昭和06年）                                  | 10,288                                              | [ 府 39 ]                                           |
| 1932年（昭和07年）                                  | 9,959                                               | [ 府 40 ]                                           |
| 1933年（昭和08年）                                  | 10,398                                              | [ 府 41 ]                                           |
| 1934年（昭和09年）                                  | 10,660                                              | [ 府 42 ]                                           |
| 1935年（昭和10年）                                  | 11,057                                              | [ 府 43 ]                                           |

#### 1日平均乗車人員（1953年 - 2000年）
| 1日平均乗車人員推移（国鉄／JR東日本）（1953年 - 2000年） | 1日平均乗車人員推移（国鉄／JR東日本）（1953年 - 2000年） | 1日平均乗車人員推移（国鉄／JR東日本）（1953年 - 2000年） | 1日平均乗車人員推移（国鉄／JR東日本）（1953年 - 2000年） | 1日平均乗車人員推移（国鉄／JR東日本）（1953年 - 2000年） |
| 年度                                                     | 乗車人員                                                 | 順位                                                     | 出典                                                     | 出典                                                     |
| 年度                                                     | 乗車人員                                                 | 順位                                                     | JR                                                       | 東京都                                                   |
| -------------------------------------------------------- | -------------------------------------------------------- | -------------------------------------------------------- | -------------------------------------------------------- | -------------------------------------------------------- |
| 1953年（昭和28年）                                       | 34,138                                                   |                                                          |                                                          | [ 都 1 ]                                                 |
| 1954年（昭和29年）                                       | 35,780                                                   |                                                          |                                                          | [ 都 2 ]                                                 |
| 1955年（昭和30年）                                       | 37,568                                                   |                                                          |                                                          | [ 都 3 ]                                                 |
| 1956年（昭和31年）                                       | 40,889                                                   |                                                          |                                                          | [ 都 4 ]                                                 |
| 1957年（昭和32年）                                       | 43,212                                                   |                                                          |                                                          | [ 都 5 ]                                                 |
| 1958年（昭和33年）                                       | 45,846                                                   |                                                          |                                                          | [ 都 6 ]                                                 |
| 1959年（昭和34年）                                       | 49,278                                                   |                                                          |                                                          | [ 都 7 ]                                                 |
| 1960年（昭和35年）                                       | 53,000                                                   |                                                          |                                                          | [ 都 8 ]                                                 |
| 1961年（昭和36年）                                       | 54,634                                                   |                                                          |                                                          | [ 都 9 ]                                                 |
| 1962年（昭和37年）                                       | 59,307                                                   |                                                          |                                                          | [ 都 10 ]                                                |
| 1963年（昭和38年）                                       | 64,518                                                   |                                                          |                                                          | [ 都 11 ]                                                |
| 1964年（昭和39年）                                       | 69,294                                                   |                                                          |                                                          | [ 都 12 ]                                                |
| 1965年（昭和40年）                                       | 71,070                                                   |                                                          |                                                          | [ 都 13 ]                                                |
| 1966年（昭和41年）                                       | 73,345                                                   |                                                          |                                                          | [ 都 14 ]                                                |
| 1967年（昭和42年）                                       | 74,291                                                   |                                                          |                                                          | [ 都 15 ]                                                |
| 1968年（昭和43年）                                       | 77,114                                                   |                                                          |                                                          | [ 都 16 ]                                                |
| 1969年（昭和44年）                                       | 73,325                                                   |                                                          |                                                          | [ 都 17 ]                                                |
| 1970年（昭和45年）                                       | 65,784                                                   |                                                          |                                                          | [ 都 18 ]                                                |
| 1971年（昭和46年）                                       | 66,751                                                   |                                                          |                                                          | [ 都 19 ]                                                |
| 1972年（昭和47年）                                       | 68,077                                                   |                                                          |                                                          | [ 都 20 ]                                                |
| 1973年（昭和48年）                                       | 72,299                                                   |                                                          |                                                          | [ 都 21 ]                                                |
| 1974年（昭和49年）                                       | 73,326                                                   |                                                          |                                                          | [ 都 22 ]                                                |
| 1975年（昭和50年）                                       | 71,189                                                   |                                                          |                                                          | [ 都 23 ]                                                |
| 1976年（昭和51年）                                       | 72,641                                                   |                                                          |                                                          | [ 都 24 ]                                                |
| 1977年（昭和52年）                                       | 71,849                                                   |                                                          |                                                          | [ 都 25 ]                                                |
| 1978年（昭和53年）                                       | 71,474                                                   |                                                          |                                                          | [ 都 26 ]                                                |
| 1979年（昭和54年）                                       | 70,391                                                   |                                                          |                                                          | [ 都 27 ]                                                |
| 1980年（昭和55年）                                       | 70,077                                                   |                                                          |                                                          | [ 都 28 ]                                                |
| 1981年（昭和56年）                                       | 68,079                                                   |                                                          |                                                          | [ 都 29 ]                                                |
| 1982年（昭和57年）                                       | 67,145                                                   |                                                          |                                                          | [ 都 30 ]                                                |
| 1983年（昭和58年）                                       | 66,574                                                   |                                                          |                                                          | [ 都 31 ]                                                |
| 1984年（昭和59年）                                       | 65,844                                                   |                                                          |                                                          | [ 都 32 ]                                                |
| 1985年（昭和60年）                                       | 65,745                                                   |                                                          |                                                          | [ 都 33 ]                                                |
| 1986年（昭和61年）                                       | 65,734                                                   |                                                          |                                                          | [ 都 34 ]                                                |
| 1987年（昭和62年）                                       | 66,169                                                   |                                                          |                                                          | [ 都 35 ]                                                |
| 1988年（昭和63年）                                       | 67,964                                                   |                                                          |                                                          | [ 都 36 ]                                                |
| 1989年（平成元年）                                       | 68,148                                                   |                                                          |                                                          | [ 都 37 ]                                                |
| 1990年（平成02年）                                       | 69,345                                                   |                                                          |                                                          | [ 都 38 ]                                                |
| 1991年（平成03年）                                       | 70,194                                                   |                                                          |                                                          | [ 都 39 ]                                                |
| 1992年（平成04年）                                       | 70,096                                                   |                                                          |                                                          | [ 都 40 ]                                                |
| 1993年（平成05年）                                       | 68,959                                                   |                                                          |                                                          | [ 都 41 ]                                                |
| 1994年（平成06年）                                       | 66,332                                                   |                                                          |                                                          | [ 都 42 ]                                                |
| 1995年（平成07年）                                       | 64,740                                                   |                                                          |                                                          | [ 都 43 ]                                                |
| 1996年（平成08年）                                       | 64,490                                                   |                                                          |                                                          | [ 都 44 ]                                                |
| 1997年（平成09年）                                       | 63,061                                                   |                                                          |                                                          | [ 都 45 ]                                                |
| 1998年（平成10年）                                       | 62,252                                                   |                                                          |                                                          | [ 都 46 ]                                                |
| 1999年（平成11年）                                       | 61,035                                                   | 63位                                                     | [ JR 2 ]                                                 | [ 都 47 ]                                                |
| 2000年（平成12年）                                       | 61,407                                                   | 63位                                                     | [ JR 3 ]                                                 | [ 都 48 ]                                                |

#### 1日平均乗車人員（2001年以降）
| 1日平均乗車人員推移（JR東日本）（2001年度以降） | 1日平均乗車人員推移（JR東日本）（2001年度以降） | 1日平均乗車人員推移（JR東日本）（2001年度以降） | 1日平均乗車人員推移（JR東日本）（2001年度以降） | 1日平均乗車人員推移（JR東日本）（2001年度以降） | 1日平均乗車人員推移（JR東日本）（2001年度以降） | 1日平均乗車人員推移（JR東日本）（2001年度以降） | 1日平均乗車人員推移（JR東日本）（2001年度以降） |
| 年度                                            | 乗車人員                                        | 乗車人員                                        | 乗車人員                                        | 乗車人員                                        | 乗車人員                                        | 出典                                            | 出典                                            |
| 年度                                            | 定期外                                          | 定期                                            | 合計                                            | 前年度比                                        | 順位                                            | JR                                              | 東京都                                          |
| ----------------------------------------------- | ----------------------------------------------- | ----------------------------------------------- | ----------------------------------------------- | ----------------------------------------------- | ----------------------------------------------- | ----------------------------------------------- | ----------------------------------------------- |
| 2001年（平成13年）                              |                                                 |                                                 | 60,850                                          |                                                 | 63位                                            | [ JR 4 ]                                        | [ 都 49 ]                                       |
| 2002年（平成14年）                              |                                                 |                                                 | 60,728                                          |                                                 | 64位                                            | [ JR 5 ]                                        | [ 都 50 ]                                       |
| 2003年（平成15年）                              |                                                 |                                                 | 60,811                                          |                                                 | 65位                                            | [ JR 6 ]                                        | [ 都 51 ]                                       |
| 2004年（平成16年）                              |                                                 |                                                 | 60,606                                          |                                                 | 66位                                            | [ JR 7 ]                                        | [ 都 52 ]                                       |
| 2005年（平成17年）                              |                                                 |                                                 | 60,909                                          |                                                 | 65位                                            | [ JR 8 ]                                        | [ 都 53 ]                                       |
| 2006年（平成18年）                              |                                                 |                                                 | 61,250                                          |                                                 | 65位                                            | [ JR 9 ]                                        | [ 都 54 ]                                       |
| 2007年（平成19年）                              |                                                 |                                                 | 62,070                                          |                                                 | 66位                                            | [ JR 10 ]                                       | [ 都 55 ]                                       |
| 2008年（平成20年）                              |                                                 |                                                 | 61,912                                          |                                                 | 66位                                            | [ JR 11 ]                                       | [ 都 56 ]                                       |
| 2009年（平成21年）                              |                                                 |                                                 | 61,481                                          |                                                 | 68位                                            | [ JR 12 ]                                       | [ 都 57 ]                                       |
| 2010年（平成22年）                              |                                                 |                                                 | 61,426                                          |                                                 | 69位                                            | [ JR 13 ]                                       | [ 都 58 ]                                       |
| 2011年（平成23年）                              |                                                 |                                                 | 60,294                                          |                                                 | 69位                                            | [ JR 14 ]                                       | [ 都 59 ]                                       |
| 2012年（平成24年）                              | 21,193                                          | 39,462                                          | 60,656                                          |                                                 | 70位                                            | [ JR 15 ]                                       | [ 都 60 ]                                       |
| 2013年（平成25年）                              | 21,117                                          | 39,949                                          | 61,067                                          |                                                 | 71位                                            | [ JR 16 ]                                       | [ 都 61 ]                                       |
| 2014年（平成26年）                              | 21,235                                          | 39,600                                          | 60,835                                          |                                                 | 71位                                            | [ JR 17 ]                                       | [ 都 62 ]                                       |
| 2015年（平成27年）                              | 21,512                                          | 40,681                                          | 62,193                                          |                                                 | 71位                                            | [ JR 18 ]                                       | [ 都 63 ]                                       |
| 2016年（平成28年）                              | 21,962                                          | 41,728                                          | 63,690                                          | 2.4%                                            | 71位                                            | [ JR 19 ]                                       | [ 都 64 ]                                       |
| 2017年（平成29年）                              | 22,334                                          | 42,462                                          | 64,797                                          | 1.7%                                            | 71位                                            | [ JR 20 ]                                       | [ 都 65 ]                                       |
| 2018年（平成30年）                              | 22,124                                          | 42,638                                          | 64,762                                          | −0.1%                                           | 72位                                            | [ JR 21 ]                                       | [ 都 66 ]                                       |
| 2019年（令和元年）                              | 21,395                                          | 42,487                                          | 63,882                                          | −1.4%                                           | 72位                                            | [ JR 22 ]                                       | [ 都 67 ]                                       |
| 2020年（令和02年）                              | 14,323                                          | 32,998                                          | 47,322                                          | −25.9%                                          | 67位                                            | [ JR 23 ]                                       | [ 都 68 ]                                       |
| 2021年（令和03年）                              | 16,840                                          | 32,397                                          | 49,238                                          | 4.0%                                            | 67位                                            | [ JR 24 ]                                       | [ 都 69 ]                                       |
| 2022年（令和04年）                              | 19,668                                          | 34,415                                          | 54,084                                          | 9.8%                                            | 69位                                            | [ JR 25 ]                                       | [ 都 70 ]                                       |
| 2023年（令和05年）                              | 21,138                                          | 35,801                                          | 56,939                                          | 105.3%                                          | 69位                                            | [ JR 1 ]                                        |                                                 |

備考
1. ↑  1883年（明治16年）7月28日に開業。開業日から翌年3月31日までの計248日間を集計したデータ。

### 東京メトロ
2024年度（令和6年度）の1日平均乗降人員は60,412人'である。東京メトロ全130駅の中では、町屋駅に次いで第61位。
開業後以降の推移は以下のとおりである。
| 1日平均乗車人員・乗降人員推移（営団／東京メトロ） | 1日平均乗車人員・乗降人員推移（営団／東京メトロ） | 1日平均乗車人員・乗降人員推移（営団／東京メトロ） | 1日平均乗車人員・乗降人員推移（営団／東京メトロ） | 1日平均乗車人員・乗降人員推移（営団／東京メトロ） | 1日平均乗車人員・乗降人員推移（営団／東京メトロ） | 1日平均乗車人員・乗降人員推移（営団／東京メトロ） | 1日平均乗車人員・乗降人員推移（営団／東京メトロ） | 1日平均乗車人員・乗降人員推移（営団／東京メトロ） | 1日平均乗車人員・乗降人員推移（営団／東京メトロ） | 1日平均乗車人員・乗降人員推移（営団／東京メトロ） | 1日平均乗車人員・乗降人員推移（営団／東京メトロ） | 1日平均乗車人員・乗降人員推移（営団／東京メトロ） |
| 年度                                              | 乗車人員                                          | 乗車人員                                          | 乗車人員                                          | 乗降人員                                          | 乗降人員                                          | 乗降人員                                          | 乗降人員                                          | 乗降人員                                          | 出典                                              | 出典                                              | 出典                                              | 出典                                              |
| 年度                                              | 普通                                              | 定期                                              | 合計                                              | 定期外                                            | 定期                                              | 合計                                              | 増加率                                            | 順位                                              | メトロ                                            | 関東広告                                          | 東京都                                            | 北区                                              |
| ------------------------------------------------- | ------------------------------------------------- | ------------------------------------------------- | ------------------------------------------------- | ------------------------------------------------- | ------------------------------------------------- | ------------------------------------------------- | ------------------------------------------------- | ------------------------------------------------- | ------------------------------------------------- | ------------------------------------------------- | ------------------------------------------------- | ------------------------------------------------- |
| 1991年（平成03年）                                |                                                   |                                                   | 4,968                                             |                                                   |                                                   |                                                   |                                                   |                                                   |                                                   |                                                   | [ 都 71 ]                                         |                                                   |
| 1992年（平成04年）                                |                                                   |                                                   | 6,099                                             |                                                   |                                                   |                                                   |                                                   |                                                   |                                                   |                                                   | [ 都 40 ]                                         |                                                   |
| 1993年（平成05年）                                |                                                   |                                                   | 7,099                                             |                                                   |                                                   |                                                   |                                                   |                                                   |                                                   |                                                   | [ 都 41 ]                                         |                                                   |
| 1994年（平成06年）                                |                                                   |                                                   | 7,482                                             |                                                   |                                                   |                                                   |                                                   |                                                   |                                                   |                                                   | [ 都 42 ]                                         |                                                   |
| 1995年（平成07年）                                |                                                   |                                                   | 7,574                                             |                                                   |                                                   |                                                   |                                                   |                                                   |                                                   |                                                   | [ 都 43 ]                                         |                                                   |
| 1996年（平成08年）                                |                                                   |                                                   | 13,748                                            |                                                   |                                                   |                                                   |                                                   |                                                   |                                                   |                                                   | [ 都 44 ]                                         |                                                   |
| 1997年（平成09年）                                |                                                   |                                                   | 16,468                                            |                                                   |                                                   |                                                   |                                                   |                                                   |                                                   |                                                   | [ 都 72 ]                                         |                                                   |
| 1998年（平成10年）                                |                                                   |                                                   | 19,063                                            |                                                   |                                                   |                                                   |                                                   |                                                   |                                                   |                                                   | [ 都 46 ]                                         |                                                   |
| 1999年（平成11年）                                |                                                   |                                                   | 19,522                                            |                                                   |                                                   |                                                   |                                                   |                                                   |                                                   |                                                   | [ 都 47 ]                                         |                                                   |
| 2000年（平成12年）                                |                                                   |                                                   | 21,142                                            |                                                   |                                                   | 42,380                                            | 8.6%                                              | 74位                                              | [ メ 2 ]                                          |                                                   | [ 都 73 ]                                         |                                                   |
| 2001年（平成13年）                                |                                                   |                                                   | 23,795                                            |                                                   |                                                   | 48,271                                            | 13.9%                                             | 69位                                              | [ メ 3 ]                                          |                                                   | [ 都 74 ]                                         |                                                   |
| 2002年（平成14年）                                |                                                   |                                                   | 24,068                                            |                                                   |                                                   | 48,341                                            | 0.1%                                              | 68位                                              | [ メ 4 ]                                          |                                                   | [ 都 75 ]                                         |                                                   |
| 2003年（平成15年）                                |                                                   |                                                   | 24,470                                            | 19,675                                            | 29,466                                            | 49,141                                            | 1.7%                                              | 67位                                              | [ メ 5 ]                                          | [ 関広 1 ]                                        | [ 都 76 ]                                         |                                                   |
| 2004年（平成16年）                                |                                                   |                                                   | 24,822                                            | 20,054                                            | 29,796                                            | 49,850                                            | 1.4%                                              | 67位                                              | [ メ 6 ]                                          | [ 関広 2 ]                                        | [ 都 77 ]                                         |                                                   |
| 2005年（平成17年）                                | 10,137                                            | 15,290                                            | 25,427                                            | 20,466                                            | 30,576                                            | 51,042                                            | 2.4%                                              | 64位                                              | [ メ 7 ]                                          | [ 関広 3 ]                                        | [ 都 78 ]                                         | [ 北 1 ]                                          |
| 2006年（平成18年）                                | 10,307                                            | 15,515                                            | 25,822                                            | 20,839                                            | 31,028                                            | 51,867                                            | 1.6%                                              | 65位                                              | [ メ 8 ]                                          | [ 関広 4 ]                                        | [ 都 79 ]                                         | [ 北 1 ]                                          |
| 2007年（平成19年）                                | 10,597                                            | 16,595                                            | 27,192                                            | 21,498                                            | 33,094                                            | 54,592                                            | 5.3%                                              | 63位                                              | [ メ 9 ]                                          | [ 関広 5 ]                                        | [ 都 80 ]                                         | [ 北 1 ]                                          |
| 2008年（平成20年）                                | 10,353                                            | 17,159                                            | 27,512                                            | 21,135                                            | 34,314                                            | 55,449                                            | 1.6%                                              | 64位                                              | [ メ 10 ]                                         | [ 関広 6 ]                                        | [ 都 81 ]                                         | [ 北 1 ]                                          |
| 2009年（平成21年）                                | 10,184                                            | 17,471                                            | 27,655                                            | 20,528                                            | 34,942                                            | 55,470                                            | 0.0%                                              | 63位                                              | [ メ 11 ]                                         | [ 関広 7 ]                                        | [ 都 82 ]                                         | [ 北 1 ]                                          |
| 2010年（平成22年）                                | 10,115                                            | 17,784                                            | 27,899                                            | 20,484                                            | 35,568                                            | 56,052                                            | 1.0%                                              | 62位                                              | [ メ 12 ]                                         | [ 関広 8 ]                                        | [ 都 83 ]                                         | [ 北 2 ]                                          |
| 2011年（平成23年）                                | 9,742                                             | 17,455                                            | 27,197                                            | 19,648                                            | 34,816                                            | 54,464                                            | −2.8%                                             | 62位                                              | [ メ 13 ]                                         | [ 関広 9 ]                                        | [ 都 84 ]                                         | [ 北 3 ]                                          |
| 2012年（平成24年）                                | 9,995                                             | 17,775                                            | 27,770                                            | 20,254                                            | 35,550                                            | 55,804                                            | 2.5%                                              | 63位                                              | [ メ 14 ]                                         | [ 関広 10 ]                                       | [ 都 85 ]                                         | [ 北 4 ]                                          |
| 2013年（平成25年）                                | 10,093                                            | 18,353                                            | 28,447                                            | 20,453                                            | 36,706                                            | 57,159                                            | 2.4%                                              | 64位                                              | [ メ 15 ]                                         | [ 関広 11 ]                                       | [ 都 86 ]                                         | [ 北 5 ]                                          |
| 2014年（平成26年）                                | 10,060                                            | 18,627                                            | 28,688                                            | 20,529                                            | 37,252                                            | 57,781                                            | 1.1%                                              | 65位                                              | [ メ 16 ]                                         | [ 関広 12 ]                                       | [ 都 87 ]                                         | [ 北 6 ]                                          |
| 2015年（平成27年）                                | 10,370                                            | 19,290                                            | 29,660                                            | 21,072                                            | 38,474                                            | 59,546                                            | 3.1%                                              | 65位                                              | [ メ 17 ]                                         | [ 関広 13 ]                                       | [ 都 88 ]                                         | [ 北 7 ]                                          |
| 2016年（平成28年）                                | 10,614                                            | 19,967                                            | 30,581                                            | 21,676                                            | 39,936                                            | 61,612                                            | 3.5%                                              | 64位                                              | [ メ 18 ]                                         | [ 関広 14 ]                                       | [ 都 89 ]                                         | [ 北 8 ]                                          |
| 2017年（平成29年）                                | 10,795                                            | 20,575                                            | 31,370                                            | 22,167                                            | 41,150                                            | 63,317                                            | 2.8%                                              | 63位                                              | [ メ 19 ]                                         | [ 関広 15 ]                                       | [ 都 90 ]                                         | [ 北 9 ]                                          |
| 2018年（平成30年）                                | 11,003                                            | 20,926                                            | 31,929                                            | 22,551                                            | 41,854                                            | 64,405                                            | 1.7%                                              | 63位                                              | [ メ 20 ]                                         | [ 関広 16 ]                                       | [ 都 91 ]                                         | [ 北 10 ]                                         |
| 2019年（令和元年）                                | 10,737                                            | 20,838                                            | 31,575                                            | 21,979                                            | 41,562                                            | 63,541                                            | −1.3%                                             | 64位                                              | [ メ 21 ]                                         | [ 関広 17 ]                                       | [ 都 92 ]                                         | [ 北 11 ]                                         |
| 2020年（令和02年）                                | 7,085                                             | 14,740                                            | 21,825                                            | 14,442                                            | 29,482                                            | 43,924                                            | −30.9%                                            | 63位                                              | [ メ 22 ]                                         | [ 関広 18 ]                                       | [ 都 93 ]                                         | [ 北 12 ]                                         |
| 2021年（令和03年）                                | 8,578                                             | 14,482                                            | 23,060                                            | 17,441                                            | 28,964                                            | 49,405                                            | 5.6%                                              | 63位                                              | [ メ 23 ]                                         | [ 関広 19 ]                                       | [ 都 94 ]                                         | [ 北 13 ]                                         |
| 2022年（令和04年）                                | 10,268                                            | 16,247                                            | 26,515                                            | 20,832                                            | 32,494                                            | 53,326                                            | 14.9%                                             | 63位                                              | [ メ 24 ]                                         | [ 関広 20 ]                                       | [ 都 95 ]                                         | [ 北 14 ]                                         |
| 2023年（令和05年）                                |                                                   |                                                   |                                                   | 23,263                                            | 34,558                                            | 57,821                                            | 8.4%                                              | 63位                                              | [ メ 25 ]                                         | [ 関広 21 ]                                       |                                                   |                                                   |
| 2024年（令和06年）                                |                                                   |                                                   |                                                   |                                                   |                                                   | 60,412                                            | 4.5%                                              | 61位                                              | [ メ 1 ]                                          |                                                   |                                                   |                                                   |

備考
1. ↑  1991年（平成3年）11月29日に開業。開業日から翌年3月31日までの計124日間を集計したデータ。
2. ↑  1996年（平成8年）3月26日に、四ツ谷まで延伸。
3. ↑  2000年（平成12年）9月26日に南北線目黒まで全線開業し、東急目黒線との直通運転を開始。
4. ↑  2001年（平成13年）3月28日に埼玉高速鉄道線が開業し、直通運転を開始。

### 東京都交通局
2020年度（令和2年度）の1日平均乗降人員は9,239人である。

## 駅周辺
当駅周辺は、主に区役所をはじめとする北区の行政の中心となっている。

### 行政機関
- 国立印刷局東京工場
- 東京法務局北出張所
- 王子税務署
- 陸上自衛隊十条駐屯地
- 東京都下水道局みやぎ水再生センター
- 警視庁王子警察署
- 北区役所
  - 北区役所王子区民事務所
  - 北区王子保健福祉センター
  - 北区王子地域包括支援センター
- 北とぴあ
  - 北区男女共同参画センター「スペースゆう」
- 北区立中央図書館
- 北区中央公園文化センター

### 公園・博物館・劇場など
- 名主の滝公園
- 飛鳥山公園
  - 飛鳥山公園モノレール（あすかパークレール） 飛鳥山公園入口駅 - スロープカーであり、法的には鉄道ではない。
- 中央公園
- 音無親水公園
- 飛鳥山3つの博物館
  - 紙の博物館
  - 北区飛鳥山博物館
  - 渋沢史料館
- さくらホール・つつじホール - 北とぴあ内施設
- インディペンデントシアターOji

### 教育機関
- 王子経理専門学校
- 中央工学校
- 東京都立飛鳥高等学校
- 東京都立王子総合高等学校
- 北区立王子桜中学校
- 北区立王子小学校
- 東京成徳大学中学校・高等学校
- 駿台学園中学校・高等学校
- 順天中学校・高等学校
- 桜丘中学・高等学校
- 安部学院高等学校

### 道路・河川
- 東京都道455号本郷赤羽線（本郷通り）
- 東京都道・千葉県道501号王子金町市川線（明治通り）
- 国道122号（明治通り・北本通り）
- 首都高速中央環状線（王子北出入口・王子南出入口）
- 石神井川

### 郵便局
- 王子郵便局
- 王子本町郵便局
- 飛鳥山前郵便局
- 北豊島二郵便局

### 企業・商業施設など
- 東京書籍
- コーセー王子研修センター、研究所
- 武蔵野楽器
- サンスクエア
  - 東武ストア王子店
- ヨークフーズ王子店
- 東横INN京浜東北線王子駅北口

### 寺社
- 王子神社
- 王子稲荷神社

## バス路線

### 一般路線バス
以下の路線が乗り入れ、国際興業バス、東武バスセントラル、都営バス、日立自動車交通によって運行されている。停留所名は国際興業バス・東武バスセントラルが「王子駅」、都営バスが「王子駅前」、日立自動車交通が「JR王子駅」である。
| のりば     | 運行事業者               | 系統・行先                                                                                  | 備考                                                                                       |
| ---------- | ------------------------ | ------------------------------------------------------------------------------------------- | ------------------------------------------------------------------------------------------ |
| 1          | 都営バス                 | - 王41：新田一丁目・新田二丁目 - 王45：北千住駅前                                           |                                                                                            |
| 2          | 都営バス                 | - 王55：新田一丁目・新田二丁目 - 王55折返：ハートアイランド東（循環）                       | 「王55折返」は平日朝・夕方のみ運行                                                         |
| 3          | 都営バス                 | - 王78：新宿駅西口・杉並車庫前 - 深夜02：豊島五丁目団地                                     | 「深夜02」は平日のみ運行                                                                   |
| 4          | 都営バス                 | - 王49：千住車庫前・江北駅前 - 王49折返：足立区役所 - 深夜11：新田二丁目                    | 「王49」の江北駅前行は平日朝のみ運行                                                       |
| 5          | 東武バスセントラル       | - 王30：亀有駅北口 - 深夜31：西新井駅西口                                                   | - 「王30」は日中2本のみ運行 - 「深夜31」は運休中                                           |
| 5          | 都営バス                 | 王40出入（一部無番）：北車庫前                                                              | 無番のうち一部は「王41出入」とされている                                                   |
| 6          | 国際興業バス             | - 王22：板橋駅 - 王54：上板橋駅 - 王54-2：上板橋駅前                                        |                                                                                            |
| 7          | 国際興業バス             | - 赤50：赤羽駅西口 - 王23：赤羽車庫（出入庫）                                               |                                                                                            |
| 8          | 都営バス                 | 王55：池袋駅東口                                                                            | 池袋駅東口行きは王子駅ターミナルに入らない                                                 |
| 9          | 都営バス                 | 草64：浅草雷門南                                                                            |                                                                                            |
| 10         | 都営バス                 | 王40甲・王57：豊島五丁目団地                                                                | 「王57」は乗車専用                                                                         |
| 11         | 都営バス                 | 王40丙：江北中学校前（循環）                                                                |                                                                                            |
| 12         | 都営バス                 | 王40甲：西新井駅前・江北四丁目                                                              |                                                                                            |
| 13         | 都営バス                 | - 王57：赤羽駅東口 - 王40出入・王57：北車庫前                                               |                                                                                            |
| 14         | 都営バス                 | - 王40甲：池袋駅東口 - 草64：池袋駅東口・とげぬき地蔵前                                     |                                                                                            |
| 降車1      | 都営バス                 | 降車専用                                                                                    | 王子駅ロータリー内の当停留所が終着・始発となるバスの多くが停車する。（王49、王78は無停車） |
| 降車1      | 国際興業バス             | 降車専用                                                                                    | 基本的に王子駅始発・終着となる国際興業バスの全ての系統がここに停車。                       |
| 降車2      | 都営バス                 | 降車専用                                                                                    | 王57（豊島五丁目団地行）やJR高速バスが停車する降車専用停留所。                             |
| 北とぴあ前 | Kバス （日立自動車交通） | - 王子・駒込ルート（平日）：JR駒込駅 - 王子・駒込・田端ルート（土休日）：JR駒込駅・JR田端駅 |                                                                                            |

### 高速バス
| のりば                                        | 運行事業者                                                     | 愛称・行先                                                                             | 備考                                                                  |
| 王子駅（北本通り沿い）                        |                                                                |                                                                                        |                                                                       |
| --------------------------------------------- | -------------------------------------------------------------- | -------------------------------------------------------------------------------------- | --------------------------------------------------------------------- |
| 王子駅（北本通り沿い）                        | ジェイアールバス関東                                           | マロニエ新宿号・マロニエ東京号：佐野プレミアム・アウトレット・佐野新都市バスターミナル | - バスタ新宿始発・東京駅始発 - 下り便乗車扱い・上り便降車扱い         |
| 王子駅（北本通り沿い）                        | - ジェイアールバス関東 - 関東自動車                            | 那須・塩原号：那須温泉／塩原温泉／西那須野駅                                           | - バスタ新宿始発 - 下り便乗車扱い・上り便降車扱い                     |
| 王子駅（北本通り沿い）                        | - ジェイアールバス関東 - 会津乗合自動車                        | 夢街道会津号：猪苗代駅・会津若松駅／道の駅あいづ・喜多方営業所                         | - バスタ新宿始発、夜行便は東京駅始発 - 下り便乗車扱い・上り便降車扱い |
| 王子駅（北本通り沿い）                        | - ジェイアールバス東北 - 福島交通                              | あぶくま号：郡山駅前・福島駅東口                                                       | - バスタ新宿始発 - 下り便乗車扱い・上り便降車扱い                     |
| 王子駅（北本通り沿い）                        | - ジェイアールバス東北 - 岩手県交通 - 国際興業バス             | ドリーム盛岡 (らくちん) 号：盛岡駅                                                     | - 渋谷マークシティ・東京駅始発 - 下り便乗車扱い・上り便降車扱い       |
| 王子駅（北本通り沿い）                        | - 関東鉄道 - ジェイアールバス関東                              | 境 - 東京線：境町高速バスターミナル                                                    | - 東京駅始発 - 下り便乗車扱い・上り便降車扱い - 乗車定員制            |
| 王子駅南口（ロータリー内）                    |                                                                |                                                                                        |                                                                       |
| - 東京バス - 大阪バス                         | 東京特急ニュースター号：京都駅・大阪駅・天王寺駅・東大阪布施駅 |                                                                                        |                                                                       |
| - 東京バス - 名古屋バス                       | 東名特急ニュースター号：名古屋駅・愛知県庁                     |                                                                                        |                                                                       |
| - 平成エンタープライズ - 平成コミュニティバス | VIPライナー：名古屋駅／京都駅・大阪駅・三宮駅                  |                                                                                        |                                                                       |
| - 東京バス - 国際興業バス - 京浜急行バス      | 空港連絡バス：羽田空港                                         |                                                                                        |                                                                       |

備考
- 北口発着の仙台 - 首都圏線および「ドリーム山形／米沢・新宿号」は、上り便のみ降車扱いを行う。
- 北口ののりばは北本通り上約200 m赤羽寄り、降り場はバスターミナル向かい側に位置する[17]。

## 隣の駅
東日本旅客鉄道（JR東日本）
 京浜東北線
■快速・■各駅停車
東十条駅 (JK 37) - 王子駅 (JK 36) - 上中里駅 (JK 35)
東京地下鉄（東京メトロ）
 南北線
西ケ原駅 (N 15) - 王子駅 (N 16) - 王子神谷駅 (N 17)
東京都交通局
 都電荒川線（東京さくらトラム）
栄町停留場 (SA 15) - 王子駅前停留場 (SA 16) - 飛鳥山停留場 (SA 17)

### かつて存在した路線
日本国有鉄道
東北本線貨物支線（須賀線）
王子駅 - （貨）須賀駅
日本貨物鉄道
東北本線貨物支線（北王子線）
田端信号場駅 - （王子駅） - （貨）北王子駅
東京都交通局
都電赤羽線
王子駅前停留場 - 王子二丁目停留場

### 記事本文

##### 報道発表資料
1. 1 2  『東京さくらトラム（都電荒川線）及び日暮里・舎人ライナーに「駅ナンバリング」を導入いたします』（PDF）（プレスリリース）東京都交通局、2017年11月16日。オリジナルの2019年1月19日時点におけるアーカイブ。2020年5月2日閲覧。
2. ↑  “Suicaご利用可能エリアマップ（2001年11月18日当初）” (PDF).   東日本旅客鉄道. 2019年7月27日時点のオリジナルよりアーカイブ。2020年4月23日閲覧。
3. ↑  『「営団地下鉄」から「東京メトロ」へ』（プレスリリース）営団地下鉄、2004年1月27日。オリジナルの2006年7月8日時点におけるアーカイブ。2020年3月25日閲覧。
4. ↑  『PASMOは3月18日（日）サービスを開始します ー鉄道23事業者、バス31事業者が導入し、順次拡大してまいりますー』（PDF）（プレスリリース）PASMO協議会／パスモ、2006年12月21日。オリジナルの2020年5月1日時点におけるアーカイブ。2020年5月5日閲覧。
5. 1 2  『南北線の発車メロディをリニューアル! 各駅に新しい発車メロディを導入します。』（PDF）（プレスリリース）東京地下鉄、2015年3月2日。オリジナルの2019年5月10日時点におけるアーカイブ。2020年3月25日閲覧。
6. ↑  『2018年度中に稼働予定のホームドア設置駅について』（PDF）（プレスリリース）東日本旅客鉄道東京支社、2018年3月27日。オリジナルの2019年6月5日時点におけるアーカイブ。2020年4月22日閲覧。

##### 新聞記事
1. ↑  「王子駅の本屋移転工事が完成」『交通新聞』交通協力会、1961年6月16日、4面。
2. ↑  “JR、北区に再発防止策説明 王子駅汚水垂れ流し問題”. 産経新聞. (2009年3月24日).  オリジナルの2009年9月3日時点におけるアーカイブ。 2020年8月15日閲覧。

### 利用状況
JR東日本
1. 1 2 3  “各駅の乗車人員（2023年度）”.   東日本旅客鉄道. 2024年12月1日閲覧。
2. ↑  “各駅の乗車人員（1999年度）”.   東日本旅客鉄道. 2024年12月1日閲覧。
3. ↑  “各駅の乗車人員（2000年度）”.   東日本旅客鉄道. 2024年12月1日閲覧。
4. ↑  “各駅の乗車人員（2001年度）”.   東日本旅客鉄道. 2024年12月1日閲覧。
5. ↑  “各駅の乗車人員（2002年度）”.   東日本旅客鉄道. 2024年12月1日閲覧。
6. ↑  “各駅の乗車人員（2003年度）”.   東日本旅客鉄道. 2024年12月1日閲覧。
7. ↑  “各駅の乗車人員（2004年度）”.   東日本旅客鉄道. 2024年12月1日閲覧。
8. ↑  “各駅の乗車人員（2005年度）”.   東日本旅客鉄道. 2024年12月1日閲覧。
9. ↑  “各駅の乗車人員（2006年度）”.   東日本旅客鉄道. 2024年12月1日閲覧。
10. ↑  “各駅の乗車人員（2007年度）”.   東日本旅客鉄道. 2024年12月1日閲覧。
11. ↑  “各駅の乗車人員（2008年度）”.   東日本旅客鉄道. 2024年12月1日閲覧。
12. ↑  “各駅の乗車人員（2009年度）”.   東日本旅客鉄道. 2024年12月1日閲覧。
13. ↑  “各駅の乗車人員（2010年度）”.   東日本旅客鉄道. 2024年12月1日閲覧。
14. ↑  “各駅の乗車人員（2011年度）”.   東日本旅客鉄道. 2024年12月1日閲覧。
15. ↑  “各駅の乗車人員（2012年度）”.   東日本旅客鉄道. 2024年12月1日閲覧。
16. ↑  “各駅の乗車人員（2013年度）”.   東日本旅客鉄道. 2024年12月1日閲覧。
17. ↑  “各駅の乗車人員（2014年度）”.   東日本旅客鉄道. 2024年12月1日閲覧。
18. ↑  “各駅の乗車人員（2015年度）”.   東日本旅客鉄道. 2024年12月1日閲覧。
19. ↑  “各駅の乗車人員（2016年度）”.   東日本旅客鉄道. 2024年12月1日閲覧。
20. ↑  “各駅の乗車人員（2017年度）”.   東日本旅客鉄道. 2024年12月1日閲覧。
21. ↑  “各駅の乗車人員（2018年度）”.   東日本旅客鉄道. 2024年12月1日閲覧。
22. ↑  “各駅の乗車人員（2019年度）”.   東日本旅客鉄道. 2024年12月1日閲覧。
23. ↑  “各駅の乗車人員（2020年度）”.   東日本旅客鉄道. 2024年12月1日閲覧。
24. ↑  “各駅の乗車人員（2021年度）”.   東日本旅客鉄道. 2024年12月1日閲覧。
25. ↑  “各駅の乗車人員（2022年度）”.   東日本旅客鉄道. 2024年12月1日閲覧。

東京メトロ
1. 1 2 3 4  “各駅の乗降人員ランキング”.   東京地下鉄. 2025年6月23日時点のオリジナルよりアーカイブ。2025年6月27日閲覧。
2. ↑  “全駅乗降人員（平成12年度1日平均）”.   営団地下鉄. 2002年2月3日時点のオリジナルよりアーカイブ。2025年5月4日閲覧。
3. ↑  “全駅乗降人員（平成13年度1日平均）”.   営団地下鉄. 2002年8月14日時点のオリジナルよりアーカイブ。2025年5月4日閲覧。
4. ↑  “全駅乗降人員（平成14年度1日平均）”.   営団地下鉄. 2003年8月14日時点のオリジナルよりアーカイブ。2025年5月4日閲覧。
5. ↑  “全駅乗降人員（平成15年度1日平均）”.   東京地下鉄. 2004年6月6日時点のオリジナルよりアーカイブ。2025年1月12日閲覧。
6. ↑  “駅別乗降人員順位表（平成16年度1日平均）”.   東京地下鉄. 2005年10月13日時点のオリジナルよりアーカイブ。2025年1月12日閲覧。
7. ↑  “駅別乗降人員順位表（平成17年度1日平均）”.   東京地下鉄. 2007年3月23日時点のオリジナルよりアーカイブ。2025年1月12日閲覧。
8. ↑  “駅別乗降人員順位表（平成18年度1日平均）”.   東京地下鉄. 2007年5月28日時点のオリジナルよりアーカイブ。2025年1月12日閲覧。
9. ↑  “駅別乗降人員順位表（平成19年度1日平均）”.   東京地下鉄. 2008年7月4日時点のオリジナルよりアーカイブ。2025年1月12日閲覧。
10. ↑  “駅別乗降人員順位表（平成20年度1日平均）”.   東京地下鉄. 2009年6月23日時点のオリジナルよりアーカイブ。2025年1月12日閲覧。
11. ↑  “駅別乗降人員順位表（平成21年度1日平均）”.   東京地下鉄. 2010年12月13日時点のオリジナルよりアーカイブ。2025年1月11日閲覧。
12. ↑  “駅別乗降人員順位表（平成22年度1日平均）”.   東京地下鉄. 2011年9月17日時点のオリジナルよりアーカイブ。2025年1月11日閲覧。
13. ↑  “駅別乗降人員順位表（2011年度1日平均）”.   東京地下鉄. 2012年7月16日時点のオリジナルよりアーカイブ。2025年1月11日閲覧。
14. ↑  “各駅の乗降人員ランキング（2012年度）”.   東京地下鉄. 2016年8月17日時点のオリジナルよりアーカイブ。2024年12月1日閲覧。
15. ↑  “各駅の乗降人員ランキング（2013年度）”.   東京地下鉄. 2016年8月17日時点のオリジナルよりアーカイブ。2024年12月1日閲覧。
16. ↑  “各駅の乗降人員ランキング（2014年度）”.   東京地下鉄. 2020年6月5日時点のオリジナルよりアーカイブ。2024年12月1日閲覧。
17. ↑  “各駅の乗降人員ランキング（2015年度）”.   東京地下鉄. 2020年6月5日時点のオリジナルよりアーカイブ。2024年12月1日閲覧。
18. ↑  “各駅の乗降人員ランキング（2016年度）”.   東京地下鉄. 2020年6月5日時点のオリジナルよりアーカイブ。2024年12月1日閲覧。
19. ↑  “各駅の乗降人員ランキング（2017年度）”.   東京地下鉄. 2020年6月5日時点のオリジナルよりアーカイブ。2024年12月1日閲覧。
20. ↑  “各駅の乗降人員ランキング（2018年度）”.   東京地下鉄. 2024年12月1日閲覧。
21. ↑  “各駅の乗降人員ランキング（2019年度）”.   東京地下鉄. 2024年12月1日閲覧。
22. ↑  “各駅の乗降人員ランキング（2020年度）”.   東京地下鉄. 2023年6月27日閲覧。
23. ↑  “各駅の乗降人員ランキング（2021年度）”.   東京地下鉄. 2023年6月27日閲覧。
24. ↑  “各駅の乗降人員ランキング（2022年度）”.   東京地下鉄. 2024年6月24日閲覧。
25. ↑  “各駅の乗降人員ランキング（2023年度）”.   東京地下鉄. 2024年6月24日閲覧。

東京都交通局
1. ↑  “移動等円滑化取組報告書（軌道停留場）（令和2年度）” (PDF).   東京都交通局. p. 3. 2021年8月13日時点のオリジナルよりアーカイブ。2021年8月13日閲覧。

関東交通広告協議会
1. ↑  “東京メトロ” (PDF). 平成15年度1日平均乗降人員・通過人員.   関東交通広告協議会. 2005年3月19日時点のオリジナルよりアーカイブ。2025年1月11日閲覧。
2. ↑  “東京メトロ” (PDF). 平成16年度1日平均乗降人員・通過人員.   関東交通広告協議会. 2006年7月16日時点のオリジナルよりアーカイブ。2025年1月11日閲覧。
3. ↑  “東京メトロ” (PDF). 平成17年度1日平均乗降人員・通過人員.   関東交通広告協議会. 2007年10月14日時点のオリジナルよりアーカイブ。2025年1月11日閲覧。
4. ↑  “東京メトロ” (PDF). 平成18年度1日平均乗降人員・通過人員.   関東交通広告協議会. 2014年2月25日時点のオリジナルよりアーカイブ。2025年1月11日閲覧。
5. ↑  “東京メトロ” (PDF). 2007年度1日平均乗降人員・通過人員.   関東交通広告協議会. 2024年12月1日閲覧。
6. ↑  “東京メトロ” (PDF). 2008年度1日平均乗降人員・通過人員.   関東交通広告協議会. 2024年12月1日閲覧。
7. ↑  “東京メトロ” (PDF). 2009年度1日平均乗降人員・通過人員.   関東交通広告協議会. 2024年12月1日閲覧。
8. ↑  “東京メトロ” (PDF). 2010年度1日平均乗降人員・通過人員.   関東交通広告協議会. 2024年12月1日閲覧。
9. ↑  “東京メトロ” (PDF). 2011年度1日平均乗降人員・通過人員.   関東交通広告協議会. 2024年12月1日閲覧。
10. ↑  “東京メトロ” (PDF). 2012年度1日平均乗降人員・通過人員.   関東交通広告協議会. 2024年12月1日閲覧。
11. ↑  “東京メトロ” (PDF). 2013年度1日平均乗降人員・通過人員.   関東交通広告協議会. 2024年12月1日閲覧。
12. ↑  “東京メトロ” (PDF). 2014年度1日平均乗降人員・通過人員.   関東交通広告協議会. 2024年12月1日閲覧。
13. ↑  “東京メトロ” (PDF). 2015年度1日平均乗降人員・通過人員.   関東交通広告協議会. 2024年12月1日閲覧。
14. ↑  “東京メトロ” (PDF). 2016年度1日平均乗降人員・通過人員.   関東交通広告協議会. 2024年12月1日閲覧。
15. ↑  “東京メトロ” (PDF). 2017年度1日平均乗降人員・通過人員.   関東交通広告協議会. 2024年12月1日閲覧。
16. ↑  “東京メトロ” (PDF). 2018年度1日平均乗降人員・通過人員.   関東交通広告協議会. 2024年12月1日閲覧。
17. ↑  “東京メトロ” (PDF). 2019年度1日平均乗降人員・通過人員.   関東交通広告協議会. 2024年12月1日閲覧。
18. ↑  “東京メトロ” (PDF). 2020年度1日平均乗降人員・通過人員.   関東交通広告協議会. 2024年12月1日閲覧。
19. ↑  “東京メトロ” (PDF). 2021年度1日平均乗降人員・通過人員.   関東交通広告協議会. 2024年12月1日閲覧。
20. ↑  “東京メトロ” (PDF). 2022年度1日平均乗降人員・通過人員.   関東交通広告協議会. 2024年12月1日閲覧。
21. ↑  “東京メトロ” (PDF). 2023年度1日平均乗降人員・通過人員.   関東交通広告協議会. 2024年12月1日閲覧。

東京府統計書
1. ↑  東京府統計書 明治16 - 17年（国立国会図書館〈デジタル化資料〉）
2. ↑  東京府統計書 明治18年（国立国会図書館〈デジタル化資料〉）
3. ↑  東京府統計書 明治19年（国立国会図書館〈デジタル化資料〉）
4. ↑  東京府統計書 明治21年（国立国会図書館〈デジタル化資料〉）
5. ↑  東京府統計書 明治23年（国立国会図書館〈デジタル化資料〉）
6. ↑  東京府統計書 明治25年（国立国会図書館〈デジタル化資料〉）
7. ↑  東京府統計書 明治26年（国立国会図書館〈デジタル化資料〉）
8. ↑  東京府統計書 明治28年（国立国会図書館〈デジタル化資料〉）
9. ↑  東京府統計書 明治29年（国立国会図書館〈デジタル化資料〉）
10. ↑  東京府統計書 明治30年（国立国会図書館〈デジタル化資料〉）
11. ↑  東京府統計書 明治31年（国立国会図書館〈デジタル化資料〉）
12. ↑  東京府統計書 明治32年（国立国会図書館〈デジタル化資料〉）
13. ↑  東京府統計書 明治33年（国立国会図書館〈デジタル化資料〉）
14. ↑  東京府統計書 明治34年（国立国会図書館〈デジタル化資料〉）
15. ↑  東京府統計書 明治35年（国立国会図書館〈デジタル化資料〉）
16. ↑  東京府統計書 明治36年（国立国会図書館〈デジタル化資料〉）
17. ↑  東京府統計書 明治37年（国立国会図書館〈デジタル化資料〉）
18. ↑  東京府統計書 明治38年（国立国会図書館〈デジタル化資料〉）
19. ↑  東京府統計書 明治40年（国立国会図書館〈デジタル化資料〉）
20. ↑  東京府統計書 明治41年（国立国会図書館〈デジタル化資料〉）
21. ↑  東京府統計書 明治42年（国立国会図書館〈デジタル化資料〉）
22. ↑  東京府統計書 明治44年（国立国会図書館〈デジタル化資料〉）
23. ↑  東京府統計書 大正元年（国立国会図書館〈デジタル化資料〉）
24. ↑  東京府統計書 大正2年（国立国会図書館〈デジタル化資料〉）
25. ↑  東京府統計書 大正3年（国立国会図書館〈デジタル化資料〉）
26. ↑  東京府統計書 大正4年（国立国会図書館〈デジタル化資料〉）
27. ↑  東京府統計書 大正5年（国立国会図書館〈デジタル化資料〉）
28. ↑  東京府統計書 大正8年（国立国会図書館〈デジタル化資料〉）
29. ↑  東京府統計書 大正10年（国立国会図書館〈デジタル化資料〉）
30. ↑  東京府統計書 大正11年（国立国会図書館〈デジタル化資料〉）
31. ↑  東京府統計書 大正12年（国立国会図書館〈デジタル化資料〉）
32. ↑  東京府統計書 大正13年（国立国会図書館〈デジタル化資料〉）
33. ↑  東京府統計書 大正14年（国立国会図書館〈デジタル化資料〉）
34. ↑  東京府統計書 昭和元年（国立国会図書館〈デジタル化資料〉）
35. ↑  東京府統計書 昭和2年（国立国会図書館〈デジタル化資料〉）
36. ↑  東京府統計書 昭和3年（国立国会図書館〈デジタル化資料〉）
37. ↑  東京府統計書 昭和4年（国立国会図書館〈デジタル化資料〉）
38. ↑  東京府統計書 昭和5年（国立国会図書館〈デジタル化資料〉）
39. ↑  東京府統計書 昭和6年（国立国会図書館〈デジタル化資料〉）
40. ↑  東京府統計書 昭和7年（国立国会図書館〈デジタル化資料〉）
41. ↑  東京府統計書 昭和8年（国立国会図書館〈デジタル化資料〉）
42. ↑  東京府統計書 昭和9年（国立国会図書館〈デジタル化資料〉）
43. ↑  東京府統計書 昭和10年（国立国会図書館〈デジタル化資料〉）

東京都統計年鑑
1. ↑  “東京都統計年鑑 昭和28年 70～98表 運輸及び通信” (PDF). 東京都統計データアーカイブ.   東京都. 2024年11月27日閲覧。 ※東京都統計データアーカイブより、調査名と対象年を手動選択。
2. ↑  “東京都統計年鑑 昭和29年 70～96表 運輸及び通信” (PDF). 東京都統計データアーカイブ.   東京都. 2024年11月27日閲覧。 ※東京都統計データアーカイブより、調査名と対象年を手動選択。
3. ↑  “東京都統計年鑑 昭和30年 73～101表 運輸及び通信” (PDF). 東京都統計データアーカイブ.   東京都. 2024年11月27日閲覧。 ※東京都統計データアーカイブより、調査名と対象年を手動選択。
4. ↑  “東京都統計年鑑 昭和31年 71～103表 運輸及び通信” (PDF). 東京都統計データアーカイブ.   東京都. 2024年11月27日閲覧。 ※東京都統計データアーカイブより、調査名と対象年を手動選択。
5. ↑  “東京都統計年鑑 昭和32年 66～93表 運輸及び通信” (PDF). 東京都統計データアーカイブ.   東京都. 2024年11月27日閲覧。 ※東京都統計データアーカイブより、調査名と対象年を手動選択。
6. ↑  “東京都統計年鑑 昭和33年 68～100表 運輸及び通信” (PDF). 東京都統計データアーカイブ.   東京都. 2024年11月27日閲覧。 ※東京都統計データアーカイブより、調査名と対象年を手動選択。
7. ↑  “東京都統計年鑑 昭和34年 68～81表 運輸及び通信” (PDF). 東京都統計データアーカイブ.   東京都. 2024年11月27日閲覧。 ※東京都統計データアーカイブより、調査名と対象年を手動選択。
8. ↑  “東京都統計年鑑 昭和35年 72～86表 運輸及び通信” (PDF). 東京都統計データアーカイブ.   東京都. 2024年11月27日閲覧。 ※東京都統計データアーカイブより、調査名と対象年を手動選択。
9. ↑  “東京都統計年鑑 昭和36年 67～75表 運輸及び通信” (PDF). 東京都統計データアーカイブ.   東京都. 2024年11月27日閲覧。 ※東京都統計データアーカイブより、調査名と対象年を手動選択。
10. ↑  “東京都統計年鑑 昭和37年 65～73表 運輸及び通信” (PDF). 東京都統計データアーカイブ.   東京都. 2024年11月27日閲覧。 ※東京都統計データアーカイブより、調査名と対象年を手動選択。
11. ↑  “東京都統計年鑑 昭和38年 66～72表 運輸及び通信” (PDF). 東京都統計データアーカイブ.   東京都. 2024年11月27日閲覧。 ※東京都統計データアーカイブより、調査名と対象年を手動選択。
12. ↑  “東京都統計年鑑 昭和39年 71～76表 運輸及び通信” (PDF). 東京都統計データアーカイブ.   東京都. 2024年11月27日閲覧。 ※東京都統計データアーカイブより、調査名と対象年を手動選択。
13. ↑  “東京都統計年鑑 昭和40年 69～76表 運輸及び通信” (PDF). 東京都統計データアーカイブ.   東京都. 2024年11月27日閲覧。 ※東京都統計データアーカイブより、調査名と対象年を手動選択。
14. ↑  “東京都統計年鑑 昭和41年 71～79表 運輸及び通信” (PDF). 東京都統計データアーカイブ.   東京都. 2024年11月27日閲覧。 ※東京都統計データアーカイブより、調査名と対象年を手動選択。
15. ↑  “東京都統計年鑑 昭和42年 67～73表 運輸及び通信” (PDF). 東京都統計データアーカイブ.   東京都. 2024年11月27日閲覧。 ※東京都統計データアーカイブより、調査名と対象年を手動選択。
16. ↑  “東京都統計年鑑 昭和43年 67～77表 運輸及び通信” (PDF). 東京都統計データアーカイブ.   東京都. 2024年11月27日閲覧。 ※東京都統計データアーカイブより、調査名と対象年を手動選択。
17. ↑  “東京都統計年鑑 昭和44年 68～76表 運輸及び通信” (PDF). 東京都統計データアーカイブ.   東京都. 2024年11月27日閲覧。 ※東京都統計データアーカイブより、調査名と対象年を手動選択。
18. ↑  “東京都統計年鑑 昭和45年 63～72表 運輸及び通信” (PDF). 東京都統計データアーカイブ.   東京都. 2024年11月27日閲覧。 ※東京都統計データアーカイブより、調査名と対象年を手動選択。
19. ↑  “東京都統計年鑑 昭和46年 69～81表 運輸及び通信” (PDF). 東京都統計データアーカイブ.   東京都. 2024年11月27日閲覧。 ※東京都統計データアーカイブより、調査名と対象年を手動選択。
20. ↑  “東京都統計年鑑 昭和47年 67～74表 運輸及び通信” (PDF). 東京都統計データアーカイブ.   東京都. 2024年11月27日閲覧。 ※東京都統計データアーカイブより、調査名と対象年を手動選択。
21. ↑  “東京都統計年鑑 昭和48年 66～74表 運輸及び通信” (PDF). 東京都統計データアーカイブ.   東京都. 2024年11月27日閲覧。 ※東京都統計データアーカイブより、調査名と対象年を手動選択。
22. ↑  “東京都統計年鑑 昭和49年 68～71表 運輸及び通信” (PDF). 東京都統計データアーカイブ.   東京都. 2024年11月27日閲覧。 ※東京都統計データアーカイブより、調査名と対象年を手動選択。
23. ↑  “東京都統計年鑑 昭和50年 67～74表 運輸及び通信” (PDF). 東京都統計データアーカイブ.   東京都. 2024年11月27日閲覧。 ※東京都統計データアーカイブより、調査名と対象年を手動選択。
24. ↑  “東京都統計年鑑 昭和51年 67～73表 運輸及び通信” (PDF). 東京都統計データアーカイブ.   東京都. 2024年11月27日閲覧。 ※東京都統計データアーカイブより、調査名と対象年を手動選択。
25. ↑  “東京都統計年鑑 昭和52年 68～75表 運輸及び通信” (PDF). 東京都統計データアーカイブ.   東京都. 2024年11月27日閲覧。 ※東京都統計データアーカイブより、調査名と対象年を手動選択。
26. ↑  “東京都統計年鑑 昭和53年 68～76表 運輸及び通信” (PDF). 東京都統計データアーカイブ.   東京都. 2024年11月27日閲覧。 ※東京都統計データアーカイブより、調査名と対象年を手動選択。
27. ↑  “東京都統計年鑑 昭和54年 68～75表 運輸及び通信” (PDF). 東京都統計データアーカイブ.   東京都. 2024年11月27日閲覧。 ※東京都統計データアーカイブより、調査名と対象年を手動選択。
28. ↑  “東京都統計年鑑 昭和55年 68～78表 運輸及び通信” (PDF). 東京都統計データアーカイブ.   東京都. 2024年11月27日閲覧。 ※東京都統計データアーカイブより、調査名と対象年を手動選択。
29. ↑  “東京都統計年鑑 昭和56年 68～75表 運輸及び通信” (PDF). 東京都統計データアーカイブ.   東京都. 2024年11月27日閲覧。 ※東京都統計データアーカイブより、調査名と対象年を手動選択。
30. ↑  “東京都統計年鑑 昭和57年 70～79表 運輸及び通信” (PDF). 東京都統計データアーカイブ.   東京都. 2024年11月27日閲覧。 ※東京都統計データアーカイブより、調査名と対象年を手動選択。
31. ↑  “東京都統計年鑑 昭和58年 77～84表 運輸及び通信” (PDF). 東京都統計データアーカイブ.   東京都. 2024年11月27日閲覧。 ※東京都統計データアーカイブより、調査名と対象年を手動選択。
32. ↑  “東京都統計年鑑 昭和59年 87～94表 運輸及び通信” (PDF). 東京都統計データアーカイブ.   東京都. 2024年11月27日閲覧。 ※東京都統計データアーカイブより、調査名と対象年を手動選択。
33. ↑  “東京都統計年鑑 昭和60年 94～102表 運輸及び通信” (PDF). 東京都統計データアーカイブ.   東京都. 2024年11月27日閲覧。 ※東京都統計データアーカイブより、調査名と対象年を手動選択。
34. ↑  “東京都統計年鑑 昭和61年 106～114表 運輸及び通信” (PDF). 東京都統計データアーカイブ.   東京都. 2024年11月27日閲覧。 ※東京都統計データアーカイブより、調査名と対象年を手動選択。
35. ↑  “東京都統計年鑑 昭和62年 102～109表 運輸及び通信” (PDF). 東京都統計データアーカイブ.   東京都. 2024年11月27日閲覧。 ※東京都統計データアーカイブより、調査名と対象年を手動選択。
36. ↑  “東京都統計年鑑 昭和63年 100～108表 運輸及び通信” (PDF). 東京都統計データアーカイブ.   東京都. 2024年11月27日閲覧。 ※東京都統計データアーカイブより、調査名と対象年を手動選択。
37. ↑  “東京都統計年鑑 平成元年 99～107表 運輸及び通信” (PDF). 東京都統計データアーカイブ.   東京都. 2024年11月27日閲覧。 ※東京都統計データアーカイブより、調査名と対象年を手動選択。
38. ↑  “東京都統計年鑑 平成2年 95～103表 運輸及び通信” (PDF). 東京都統計データアーカイブ.   東京都. 2024年11月27日閲覧。 ※東京都統計データアーカイブより、調査名と対象年を手動選択。
39. ↑  “東京都統計年鑑 平成3年 102～110表 運輸及び通信” (PDF). 東京都統計データアーカイブ.   東京都. 2024年11月27日閲覧。 ※東京都統計データアーカイブより、調査名と対象年を手動選択。
40. 1 2  “東京都統計年鑑 平成4年 94～126表 運輸及び通信” (PDF). 東京都統計データアーカイブ.   東京都. 2024年11月27日閲覧。 ※東京都統計データアーカイブより、調査名と対象年を手動選択。
41. 1 2  “東京都統計年鑑 平成5年 94～126表 運輸及び通信” (PDF). 東京都統計データアーカイブ.   東京都. 2024年11月27日閲覧。 ※東京都統計データアーカイブより、調査名と対象年を手動選択。
42. 1 2  “東京都統計年鑑 平成6年 97～129表 運輸及び通信” (PDF). 東京都統計データアーカイブ.   東京都. 2024年11月27日閲覧。 ※東京都統計データアーカイブより、調査名と対象年を手動選択。
43. 1 2  “東京都統計年鑑 平成7年 107～138表 運輸及び通信” (PDF). 東京都統計データアーカイブ.   東京都. 2024年11月27日閲覧。 ※東京都統計データアーカイブより、調査名と対象年を手動選択。
44. 1 2  “東京都統計年鑑 平成8年 107～138表 運輸及び通信” (PDF). 東京都統計データアーカイブ.   東京都. 2024年11月27日閲覧。 ※東京都統計データアーカイブより、調査名と対象年を手動選択。
45. ↑  “東京都統計年鑑 平成9年 114 JRの駅別乗車人員” (xls). 東京都統計データアーカイブ.   東京都. 2024年11月27日閲覧。 ※東京都統計データアーカイブより、調査名と対象年を手動選択。
46. 1 2  “東京都統計年鑑 平成10年 107～138表 運輸及び通信” (PDF). 東京都統計データアーカイブ.   東京都. 2024年11月27日閲覧。 ※東京都統計データアーカイブより、調査名と対象年を手動選択。
47. 1 2  “東京都統計年鑑 平成11年 107～138表 運輸及び通信” (PDF). 東京都統計データアーカイブ.   東京都. 2024年11月27日閲覧。 ※東京都統計データアーカイブより、調査名と対象年を手動選択。
48. ↑  “113 JRの駅別乗車人員（平成8～12年度）” (xls). 東京都統計年鑑 平成12年.   東京都. 2024年11月27日閲覧。
49. ↑  “113 JRの駅別乗車人員” (xls). 東京都統計年鑑 平成13年.   東京都. 2024年11月27日閲覧。
50. ↑  “113 JRの駅別乗車人員” (xls). 東京都統計年鑑 平成14年.   東京都. 2024年11月27日閲覧。
51. ↑  “113 JRの駅別乗車人員” (xls). 東京都統計年鑑 平成15年.   東京都. 2024年11月27日閲覧。
52. ↑  “113 JRの駅別乗車人員” (xls). 東京都統計年鑑 平成16年.   東京都. 2024年11月27日閲覧。
53. ↑  “115 JRの駅別乗車人員” (xls). 東京都統計年鑑 平成17年.   東京都. 2024年11月27日閲覧。
54. ↑  “9-8 JRの駅別乗車人員” (xls). 東京都統計年鑑 平成18年.   東京都. 2024年11月27日閲覧。
55. ↑  “9-8 JRの駅別乗車人員” (xls). 東京都統計年鑑 平成19年.   東京都. 2024年11月27日閲覧。
56. ↑  “9-8 JRの駅別乗車人員” (xls). 東京都統計年鑑 平成20年.   東京都. 2024年11月27日閲覧。
57. ↑  “4-8 JRの駅別乗車人員” (xls). 東京都統計年鑑 平成21年.   東京都. 2024年11月27日閲覧。
58. ↑  “4-8 JRの駅別乗車人員” (xls). 東京都統計年鑑 平成22年.   東京都. 2024年11月27日閲覧。
59. ↑  “4-8 JRの駅別乗車人員” (xls). 東京都統計年鑑 平成23年.   東京都. 2024年11月27日閲覧。
60. ↑  “4-8 JRの駅別乗車人員” (xls). 東京都統計年鑑 平成24年.   東京都. 2024年11月27日閲覧。
61. ↑  “4-8 JRの駅別乗車人員” (xls). 東京都統計年鑑 平成25年.   東京都. 2024年11月27日閲覧。
62. ↑  “4-8 JRの駅別乗車人員” (xls). 東京都統計年鑑 平成26年.   東京都. 2024年11月27日閲覧。
63. ↑  “4-8 JRの駅別乗車人員” (xls). 東京都統計年鑑 平成27年.   東京都. 2024年11月27日閲覧。
64. ↑  “4-8 JRの駅別乗車人員” (xls). 東京都統計年鑑 平成28年.   東京都. 2024年11月27日閲覧。
65. ↑  “4-8 JRの駅別乗車人員” (xls). 東京都統計年鑑 平成29年.   東京都. 2024年11月27日閲覧。
66. ↑  “4-8 JRの駅別乗車人員” (xls). 東京都統計年鑑 平成30年.   東京都. 2024年11月27日閲覧。
67. ↑  “4-8 JRの駅別乗車人員” (xls). 東京都統計年鑑 平成31年・令和元年.   東京都. 2024年11月27日閲覧。
68. ↑  “4-8 JRの駅別乗車人員” (xls). 東京都統計年鑑 令和2年.   東京都. 2024年11月27日閲覧。
69. ↑  “4-8 JRの駅別乗車人員” (xls). 東京都統計年鑑 令和3年.   東京都. 2024年11月27日閲覧。
70. ↑  “4-8 JRの駅別乗車人員” (xls). 東京都統計年鑑 令和4年.   東京都. 2024年11月27日閲覧。
71. ↑  “東京都統計年鑑 平成3年 111～130表 運輸及び通信” (PDF). 東京都統計データアーカイブ.   東京都. 2024年12月3日閲覧。 ※東京都統計データアーカイブより、調査名と対象年を手動選択。
72. ↑  “東京都統計年鑑 平成9年 119 地下鉄の駅別乗降車人員” (xls). 東京都統計データアーカイブ.   東京都. 2024年12月1日閲覧。 ※東京都統計データアーカイブより、調査名と対象年を手動選択。
73. ↑  “118 地下鉄の駅別乗降車人員（平成8～12年度）” (xls). 東京都統計年鑑 平成12年.   東京都. 2024年12月3日閲覧。
74. ↑  “118 地下鉄の駅別乗降車人員” (xls). 東京都統計年鑑 平成13年.   東京都. 2024年12月1日閲覧。
75. ↑  “118 地下鉄の駅別乗降車人員” (xls). 東京都統計年鑑 平成14年.   東京都. 2024年12月1日閲覧。
76. ↑  “118 地下鉄の駅別乗降車人員” (xls). 東京都統計年鑑 平成15年.   東京都. 2024年12月1日閲覧。
77. ↑  “118 地下鉄の駅別乗降車人員” (xls). 東京都統計年鑑 平成16年.   東京都. 2024年12月1日閲覧。
78. ↑  “120 地下鉄の駅別乗降車人員” (xls). 東京都統計年鑑 平成17年.   東京都. 2024年12月1日閲覧。
79. ↑  “9-13 地下鉄の駅別乗降車人員” (xls). 東京都統計年鑑 平成18年.   東京都. 2024年12月1日閲覧。
80. ↑  “9-13 地下鉄の駅別乗降車人員” (xls). 東京都統計年鑑 平成19年.   東京都. 2024年12月1日閲覧。
81. ↑  “9-15 地下鉄の駅別乗降車人員” (xls). 東京都統計年鑑 平成20年.   東京都. 2024年12月1日閲覧。
82. ↑  “4-15 地下鉄の駅別乗降車人員” (xls). 東京都統計年鑑 平成21年.   東京都. 2024年12月1日閲覧。
83. ↑  “4-15 地下鉄の駅別乗降車人員” (xls). 東京都統計年鑑 平成22年.   東京都. 2024年12月1日閲覧。
84. ↑  “4-15 地下鉄の駅別乗降車人員” (xls). 東京都統計年鑑 平成23年.   東京都. 2024年12月1日閲覧。
85. ↑  “4-15 地下鉄の駅別乗降車人員” (xls). 東京都統計年鑑 平成24年.   東京都. 2024年12月1日閲覧。
86. ↑  “4-15 地下鉄の駅別乗降車人員” (xls). 東京都統計年鑑 平成25年.   東京都. 2024年12月1日閲覧。
87. ↑  “4-15 地下鉄の駅別乗降車人員” (xls). 東京都統計年鑑 平成26年.   東京都. 2024年12月1日閲覧。
88. ↑  “4-15 地下鉄の駅別乗降車人員” (xls). 東京都統計年鑑 平成27年.   東京都. 2024年12月1日閲覧。
89. ↑  “4-15 地下鉄の駅別乗降車人員” (xls). 東京都統計年鑑 平成28年.   東京都. 2024年12月1日閲覧。
90. ↑  “4-15 地下鉄の駅別乗降車人員” (xls). 東京都統計年鑑 平成29年.   東京都. 2024年12月1日閲覧。
91. ↑  “4-15 地下鉄の駅別乗降車人員” (xls). 東京都統計年鑑 平成30年.   東京都. 2024年12月1日閲覧。
92. ↑  “4-15 地下鉄の駅別乗降車人員” (xls). 東京都統計年鑑 平成31年・令和元年.   東京都. 2024年12月1日閲覧。
93. ↑  “4-15 地下鉄の駅別乗降車人員” (xls). 東京都統計年鑑 令和2年.   東京都. 2024年11月27日閲覧。
94. ↑  “4-15 地下鉄の駅別乗降車人員” (xls). 東京都統計年鑑 令和3年.   東京都. 2024年12月1日閲覧。
95. ↑  “4-15 地下鉄の駅別乗降車人員” (xls). 東京都統計年鑑 令和4年.   東京都. 2024年11月27日閲覧。

北区行政資料集
1. ↑  “北区行政資料集（平成23年9月発行）10.都市整備” (PDF). 北区行政資料集（平成23年9月発行）| 東京都北区.   北区. 2024年12月1日閲覧。
2. ↑  “北区行政資料集（平成24年9月発行）10.都市整備” (PDF). 北区行政資料集（平成24年9月発行）| 東京都北区.   北区. 2024年12月1日閲覧。
3. ↑  “北区行政資料集（平成25年9月発行）10.都市整備” (PDF). 北区行政資料集（平成25年9月発行）| 東京都北区.   北区. 2024年12月1日閲覧。
4. ↑  “北区行政資料集（平成26年9月発行）” (PDF).   北区. 2024年12月1日閲覧。
5. ↑  “北区行政資料集（平成27年9月発行）” (PDF).   北区. 2024年12月1日閲覧。
6. ↑  “北区行政資料集（平成28年9月発行）” (PDF).   北区. 2024年12月1日閲覧。
7. ↑  “北区行政資料集（平成29年9月発行）” (PDF).   北区. 2024年12月1日閲覧。
8. ↑  “北区行政資料集（平成30年9月発行）” (PDF).   北区. 2024年12月1日閲覧。
9. ↑  “北区行政資料集（令和元年9月発行）” (PDF).   北区. 2024年12月1日閲覧。
10. ↑  “北区行政資料集（令和2年9月発行）” (PDF).   北区. 2024年12月1日閲覧。
11. ↑  “北区行政資料集（令和3年9月発行）” (PDF).   北区. 2024年12月1日閲覧。
12. ↑  “北区行政資料集（令和4年9月発行）” (PDF).   北区. 2024年12月1日閲覧。
13. ↑  “北区行政資料集（令和5年9月発行）” (PDF).   北区. 2024年12月1日閲覧。
14. ↑  “10 都市整備” (PDF). 北区行政資料集（令和6年9月発行）| 東京都北区.   北区. 2024年12月1日閲覧。